# Politische Parteien in den Niederlanden

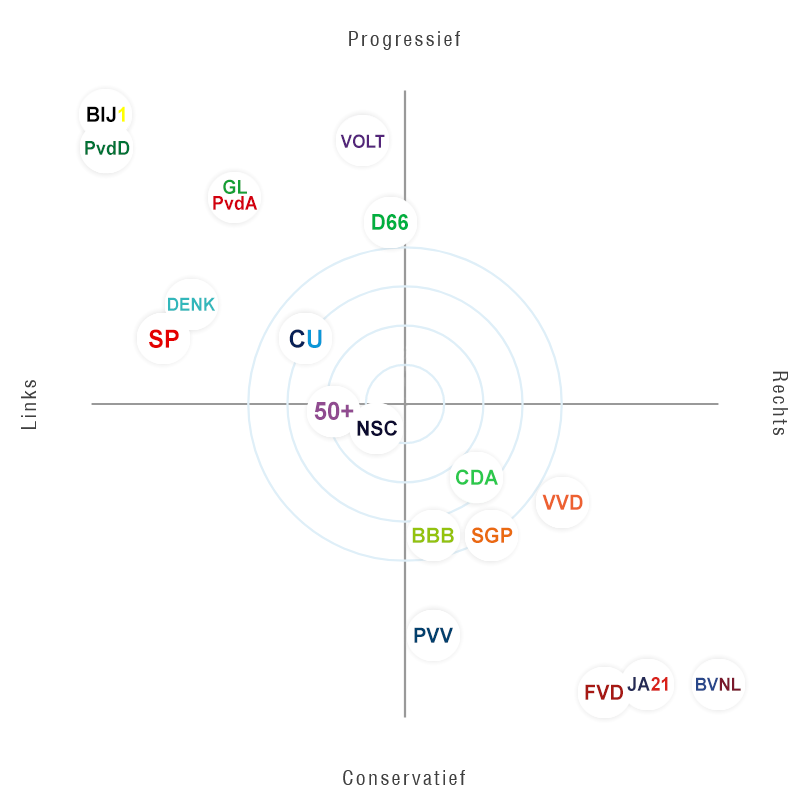
Modell des niederländischen Parteiensystems (2023), verfasst durch Kieskompas, basiert auf dem Konzept des politischen Kompasses. Links-rechts bedeutet die sozioökonomische Dimension, Progressiv-konservativ die soziokulturelle.

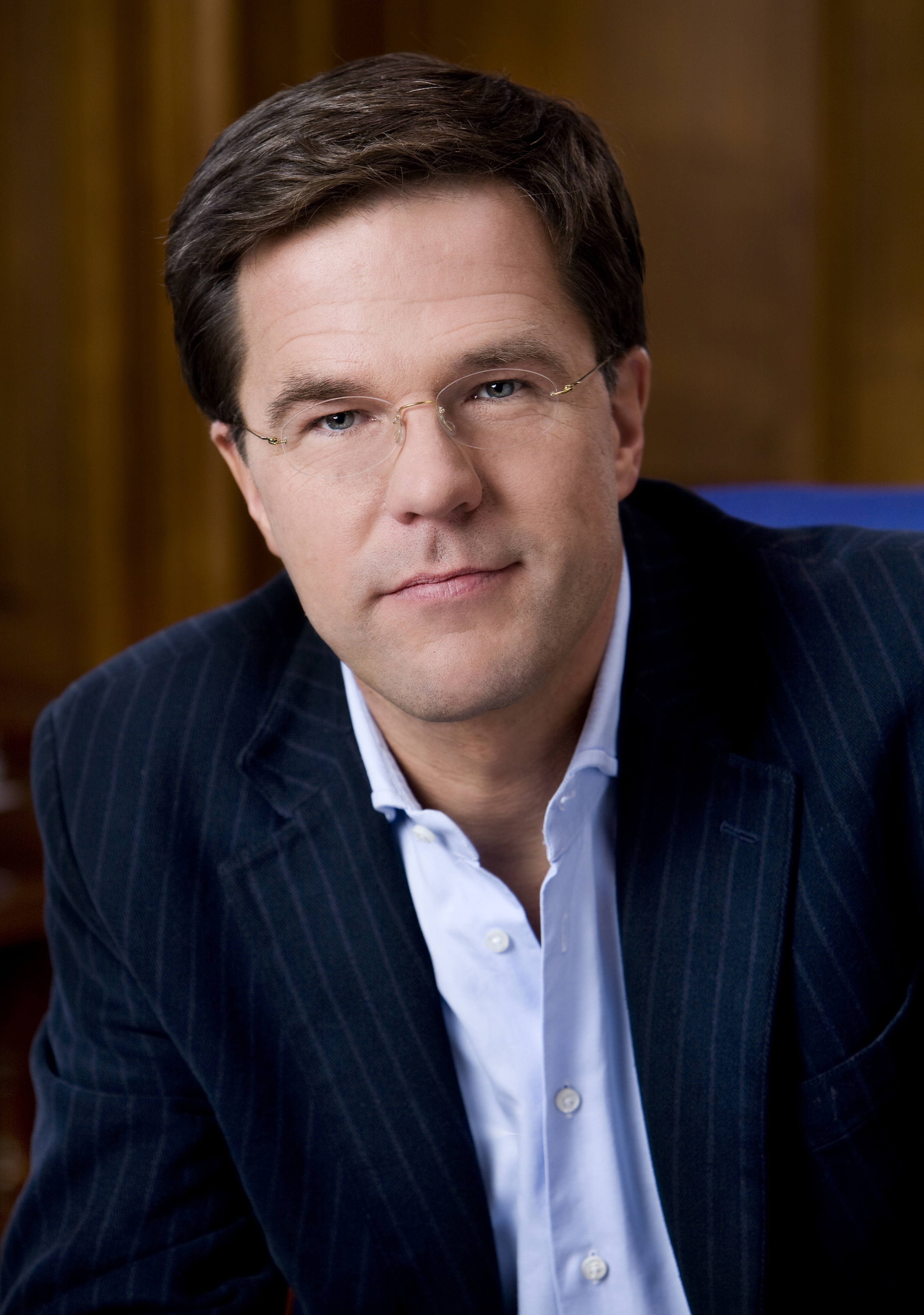
Mark Rutte, langjähriger Führer der VVD, Ministerpräsident von 2010 – 2024. Er war der erste liberale Regierungschef seit dem (parteilosen) Pieter Cort van der Linden, der von 1913 bis 1918 regierte.

Die politischen Parteien in den Niederlanden haben in dieser parlamentarischen Demokratie eine tragende Rolle. Da es bei den Wahlen keine Sperrklausel gibt, kommen relativ viele Parteien in die bedeutendere Zweite Kammer des niederländischen Parlaments. Im langjährigen Durchschnitt sind es etwa zehn. Theoretisch reichen 0,67 Prozent der Stimmen für einen Sitz aus. Neugründungen, Fusionen und Auflösungen finden daher häufiger statt als beispielsweise in Deutschland.
Mehrere Male in der nationalen Regierung waren vertreten:
- Volkspartij voor Vrijheid en Democratie (VVD, 1948), die (rechten) Liberalen. Den „typischen Rechten“ vermutet man in den Niederlanden vor allem in dieser konservativ-liberalen bzw. wirtschaftsliberalen und immigrationsskeptischen Partei. Ihr langjähriger politischer Führer Mark Rutte war von 2006 – 2024 im Amt und von 2010 – 2024 erster liberaler Ministerpräsident seit 1918.
- Partij van de Arbeid (PvdA, 1946), die Sozialdemokraten. Die PvdA war traditionell der stärkste Widerpart der konfessionellen Parteien. 2002 wurde ihre Fraktion erstmals seit dem Zweiten Weltkrieg nicht mehr die größte oder zweitgrößte. Bei den Wahlen 2010 und 2012 lagen die Sozialdemokraten knapp hinter den Rechtsliberalen. PvdA-Ministerpräsident der jüngeren Geschichte war Wim Kok 1994–2002. Von 2007–2010 war Wouter Bos Juniorpartner unter Balkenende, 2012–2017 war es Diederik Samsom unter Rutte. In jüngster Zeit kam es wiederholt zu gemeinsamen Listen mit GroenLinks. Bei der Europawahl 2024 wurde das Wahlbündnis GroenLinks-PvdA stärkste Kraft.
- Christen-Democratisch Appèl (CDA, gegründet 1980, Wahlliste bereits 1977), die Christdemokraten der rechten Mitte. Der CDA hat die Ministerpräsidenten von 1977–1994 und 2002–2010 gestellt (zuletzt Jan Peter Balkenende). Lange Zeit hatte der CDA die meisten Stimmen erworben, fiel aber 2010 drastisch vom ersten auf den vierten Platz. 2012 verlor die Partei erneut und teilt sich mit SP, PVV und D66 das Niveau einer mittelgroßen Partei. Bei der Parlamentswahl 2023 erzielte sie mit 3,3 % ihr historische schlechtestes Ergebnis.
- Democraten 66 (D66, 1966), die Sozialliberalen, die Partei der politischen Mitte. Sie lagen hinsichtlich der Wählerstimmen lange Zeit deutlich hinter den klassischen großen Drei zurück, gelangten aber 1973–1977, 1981/1982, 1994–2002, 2003–2006 und erneut 2017–2024 in die Regierung. Bei der Parlamentswahl 2021 wurden sie erstmals zweitstärkste Kraft.
- ChristenUnie (CU, 2001), eine christliche Partei, vertritt teils konservative, teils soziale Positionen. In den Jahren 2007 bis 2010 und 2017 bis 2024 stellte sie Minister. Ihre Stimmanteile bewegen sich allerdings nur zwischen zwei und vier Prozent.

Regierungserfahrung hatten ferner rechtssozialdemokratische DS'70 (1971/1972), linksalternative PPR (1973–1977) und rechtspopulistische LPF (2002–2003). Die rechtspopulistische PVV tolerierte von 2010 bis 2012 das Kabinett von Mark Rutte.
Seit 2002 konnten rechtspopulistische Parteien wie die PVV ihren Wähleranhang erheblich steigern. Sie ist aus der letzten Wahl 2023 mit 23,6 % als stärkste Kraft hervorgegangen. Hinzu kam 2017 das noch weiter rechts stehende Forum voor Democratie. Bereits seit 1918 existiert die ultracalvinistische Staatkundig Gereformeerde Partij, die allerdings noch nie in die Regierung gelangt ist. Auf der Linken ist die Socialistische Partij eine länger im Parlament vertretene Oppositionspartei, die zwischen 2006 (16,6 %) und 2021 (9,2 %) ihre besten Wahlergebnisse erzielte. Weitere links einzuordnende Parteien sind GroenLinks (seit 1989) und seit 2006 die Tierschutzpartei Partij voor de Dieren.
Die niederländische Parteienlandschaft ist vielfältig und von kleinen bis mittelgroßen Parteien geprägt. Die beiden früheren Volksparteien der Christdemokraten und Sozialdemokraten mussten in den Jahren nach 2010 Stimmen abgeben. In den letzten Jahren ist ein Rechtsruck zu beobachten, abzulesen am Wahlsieg der PVV bei den letzten Wahlen im November 2023. Dies ging vor allem zulasten der VVD, die bis dahin über 10 Jahre lang die unterschiedlichen Koalitionsregierungen anführte und den Ministerpräsidenten stellte.
Zwei erst in den 2020er Jahren in Erscheinung getretene Parteien gelangten innerhalb kurzer Zeit in Regierungsverantwortung: die im November 2019 entstandene BoerBurgerBeweging (BBB), stärkste Kraft bei den Provinzwahlen 2023, und die 2023 vom früheren CDA-Politiker Pieter Omtzigt gegründete Partei Nieuw Sociaal Contract (NSC), die bei der vorgezogenen Parlamentswahl 2023 quasi aus dem Stand 20 Sitze erreichte. Beide sind seit Mitte 2024 mit drei (BBB) beziehungsweise vier (NSC) Ministern am Kabinett Schoof beteiligt. 
Niederländische Parteien sind rechtlich wie Vereine organisiert. Sie müssen keinen besonderen Anforderungen genügen, auch nicht etwa demokratisch organisiert sein. Allerdings versucht der Staat über die Parteienfinanzierung die Herkunft der Mittel ansatzweise durchsichtig zu machen. Der Vorsitzende einer niederländischen Partei ist in der Regel nicht deren politischer Führer, dieser wird gesondert gewählt.

## Wahlen in den Niederlanden
Die Verfassung der Niederlande beinhaltet seit der Reform von 1917 ein allgemeines und gleiches Wahlrecht. Das Wahlsystem ist eine reine Verhältniswahl mit offenen Listen, es gibt keine Direktkandidaten und keine Sperrklausel (zum Beispiel eine Fünf-Prozent-Hürde), daher genügen bei den gegenwärtig 150 Sitzen der Zweiten Kammer theoretisch bereits 0,67 Prozent der Stimmen, um einen Sitz zu bekommen. Dementsprechend ist in der Kammer eine verhältnismäßig große Zahl von Parteien vertreten, was die Bildung von Koalitionen erschwert. Eine Koalition besteht daher häufig aus drei Parteien.
Die Wahlberechtigten (aktives und passives Wahlalter ab 18 Jahren) entscheiden in der Regel alle vier Jahre über die Zusammensetzung der Kammer. Das Verfahren ist eine Listenwahl mit Elementen der Persönlichkeitswahl. Die Parteien stellen im Vorfeld der Wahl Kandidatenlisten auf. Die Wähler geben ihre Stimme einem Kandidaten oder einer Kandidatin innerhalb einer Liste und stimmen damit für die jeweilige Liste.
Normalerweise erhält der Spitzenkandidat die meisten Stimmen innerhalb seiner Liste. Man nennt ihn den lijsttrekker („Listenzieher“), der durch seine Popularität die Liste „nach oben“ zieht. Im Wahlkampf wird daher vor allem der lijsttrekker herausgestellt. Es gibt allerdings auch lijstduwers („Listenschieber“), die auf aussichtslosen hinteren Plätzen stehen und kein Mandat anstreben, aber durch ihre Prominenz zum Beispiel als Schriftsteller eine Partei unterstützen möchten. Alle Stimmen, die für die Kandidaten einer Liste abgegeben werden, kommen dieser Liste zugute. Die Mandate werden in der Reihe der Listenplätze vergeben.
Es besteht jedoch die Möglichkeit, auch von einem eher unteren Listenplatz ins Parlament zu kommen: Dazu muss der betreffende Kandidat besonders viele Stimmen erhalten (so genannte voorkeurstemmen, „Vorzugsstimmen“). Es ist aber eher selten, dass die vorgesehene Reihenfolge auf diese Weise durchbrochen wird. Daher war es eine kleine Sensation, als 2006 die Listenzweite der liberalen VVD, Rita Verdonk, mehr Stimmen als der Listenzieher Mark Rutte erhielt. Hintergrund war ein Richtungsstreit in der Partei, den Rutte knapp vor Verdonk gewonnen hatte. Davon abgesehen ist es normal, dass die erste Frau auf einer Liste etwas mehr Stimmen als gewöhnlich erhält, da manche Wähler auf diese Weise Frauen fördern möchten. Da aber auf den meisten Listen eine Frau ziemlich weit oben steht, hat dies für die Reihenfolge kaum eine Bedeutung.
Parteien durften Listenverbindungen eingehen, das heißt, dass es zwar getrennte Listen gab, die Stimmen aber gemeinsam gerechnet wurden. Damit können Parteien gemeinsam besser ihre Reststimmen ausnutzen, um noch an einen weiteren Sitz zu gelangen. Listenverbindungen gingen traditionsgemäß die kleinen konfessionellen Parteien sowie die linken Parteien SP und GroenLinks ein. Bei Europawahlen, bei denen wesentlich weniger (niederländische) Sitze vergeben werden, hatten auch die rechtsliberale VVD und die linksliberalen Democraten 66 eine Listenverbindung: Beide Parteien gehören derselben liberal-demokratischen Fraktion im Europaparlament an. Ursprünglich sollte die Listenverbindung Parteien näher zueinander bringen, doch es ging am Ende nur noch um Restsitze. Darum hat die Zweite Kammer im Februar 2017 entschieden, dass nach der Wahl im März 2017 keine Listenverbindungen mehr erlaubt sind. Im Jahr 2010 hat die Erste Kammer sie bereits abgeschafft.
Außer der Zweiten Kammer gibt es eine Erste Kammer. Sie kann theoretisch jedes Gesetz scheitern lassen, tut dies allerdings recht selten. Man kann sie als eine Prüfungsinstanz am Ende des Gesetzgebungsprozesses sehen. Dementsprechend sind die 75 Abgeordneten der Ersten Kammer politisch eher zurückhaltend. Sie werden alle vier Jahre von den Mitgliedern der Provinzparlamente gewählt. Die Parteien sind im Wesentlichen dieselben wie in der Zweiten Kammer. Da die natürliche Sperrklausel höher liegt, gelangen tendenziell weniger Kleinstparteien in die Erste Kammer.

## Organisation der Parteien

### Führung

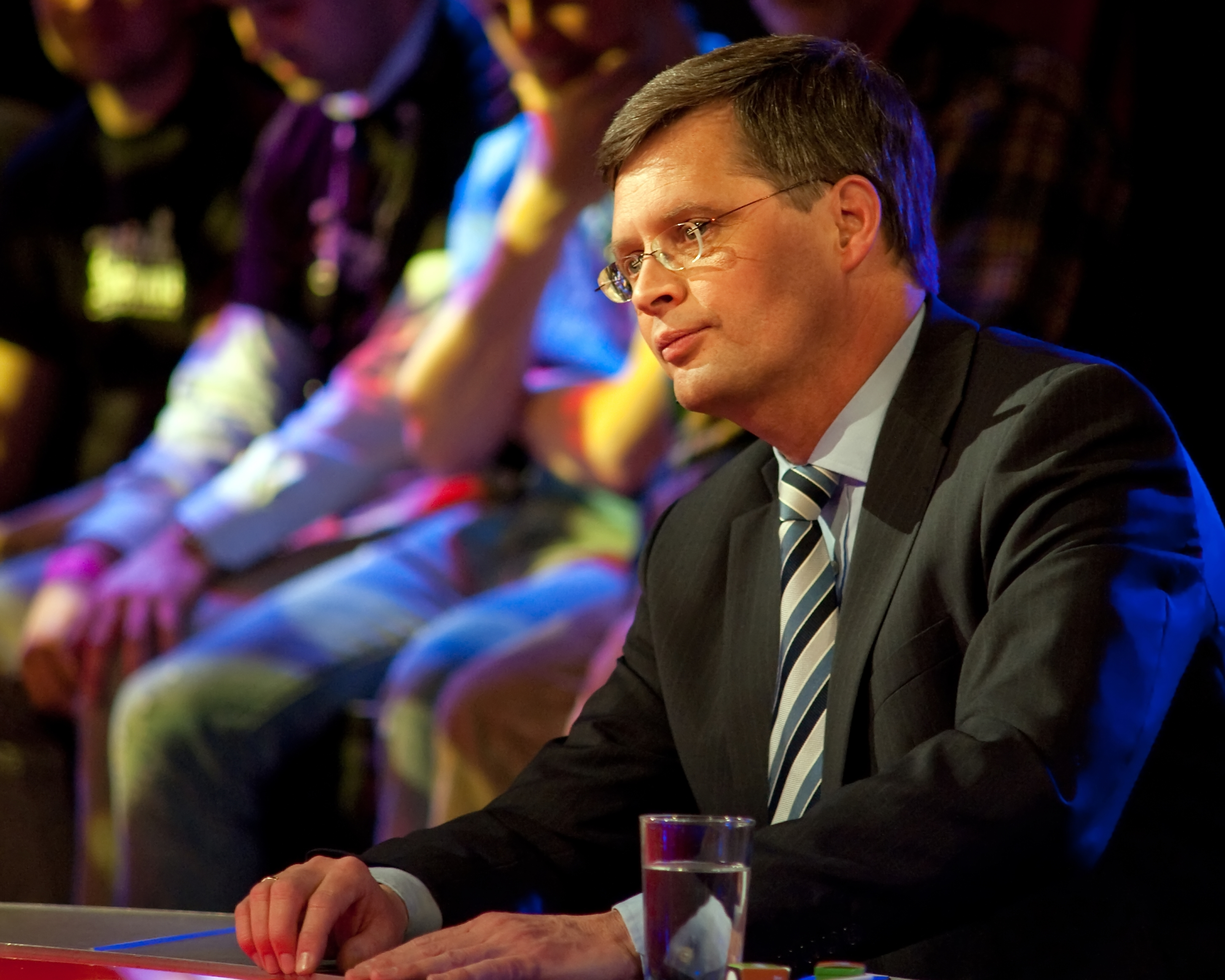
Der Spitzenkandidat und Ministerpräsident (2002–2010) des CDA, Jan Peter Balkenende, war zwar der politische Führer seiner Partei, nicht aber der Vorsitzende.

In den Niederlanden haben die Parteien in der Regel einen Parteivorsitzenden, der eher administrative Aufgaben hat. Die Verantwortlichkeit für die inhaltliche Ausrichtung einer Partei liegt beim politischen Führer (politieke leider oder partijleider). Dieser wird gesondert gewählt und führt normalerweise die Wahlliste an. Nach der Wahl ist er in der Regel Fraktionsvorsitzender oder geht in die Regierung.
Der politische Einfluss des Parteivorsitzenden hängt vom Kontext ab. Gilt der politische Führer als schwach oder hat es gerade einen spektakulären Rücktritt gegeben, dann kann der Parteivorsitzende dieses Vakuum ausfüllen. Umgekehrt steht bei einem starken Führer der Vorsitzende im Schatten. In den Nullerjahren wurde in vielen Parteien die Direktwahl des Vorsitzenden eingeführt, diese direkte Legitimation durch die Mitglieder hat die Stellung des Vorsitzenden naturgemäß gestärkt. In der Regel sind Parteivorsitzende wenig bekannt, falls sie nicht Bekanntheit aus einem früheren Amt mitbringen. Der Vorsitz ist manchmal aber eine Gelegenheit, in der Partei bekannter und später Kandidat für die politische Führung zu werden.

### Rechtsform und Finanzierung

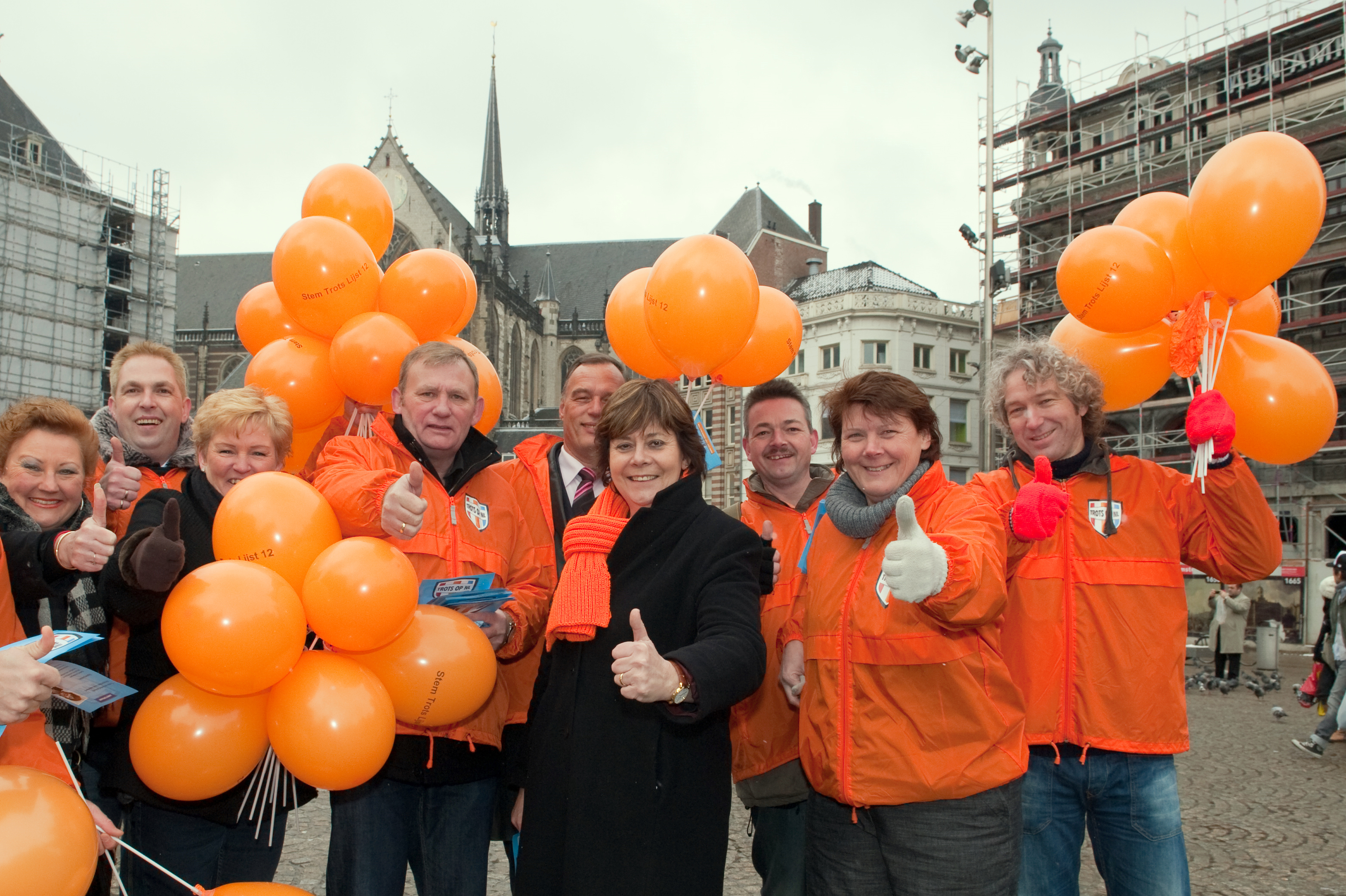
Anhänger von Trots op Nederland, 2008 in Rotterdam. TON von Rita Verdonk ist ebenso wenig eine Mitgliederpartei wie die PVV von Geert Wilders.

Die niederländische Verfassung erwähnt keine Parteien, und ein Parteiengesetz gibt es nicht. Die Parteien unterstehen dem Vereinsrecht, werden aber zunehmend (ähnlich wie in Deutschland) besonders gesetzlich kontrolliert, zum Beispiel was die Finanzierung angeht. Ein eingetragener Verein wird dem Bürgerlichen Gesetzbuch zufolge mit einer notariellen Urkunde gegründet, die die Vereinsstatuten enthält. Außerdem muss der Verein bei der örtlichen Handelskammer eingeschrieben sein. Zur Gründung eines Vereins sind mindestens zwei Personen erforderlich (es können sowohl natürliche als auch juristische Personen sein). Die Rechtsform des eingetragenen Vereins ist notwendig, damit ein politischer Verein unter seinem Namen an Wahlen teilnehmen kann.
Das Gesetz Wet subsidiëring politieke partijen („Subventionsgesetz für politische Parteien“) von 1999 definiert eine Partei als Verein, dessen Name im Register für die Wahl zur Zweiten Kammer aufgenommen ist. (Man kann aber auch an der Parlamentswahl teilnehmen, wenn man keinen Verein hinter sich hat.) Dieses Gesetz gilt nur für diejenigen Parteien, die auch tatsächlich staatliche Unterstützung erhalten. In den Gemeinden und Provinzen kann es ferner eigene Regeln für die betreffenden Wahlen bzw. politischen Gruppierungen geben (allerdings zahlt bislang keine Gemeinde und keine Provinz Unterstützung an Parteien).
Das Gesetz Wet subsidiëring politieke partijen gilt nur für Parteien, die mindestens tausend Mitglieder haben. Eine Partei kann dann neben einem Grundbetrag Geld pro Parlamentsmitglied wie auch pro Mitglied erhalten. Im Jahr 2006 erhielten elf Parteien insgesamt 15 Millionen Euro. Eine Partei, die Geld nach dem Gesetz erhält, muss dies angeben, wenn eine einzelne Spende 4.537,80 Euro übersteigt. Allerdings kann der Spender selbst anonym bleiben.

### Mitglieder

#### Entwicklung von Mitgliederzahlen

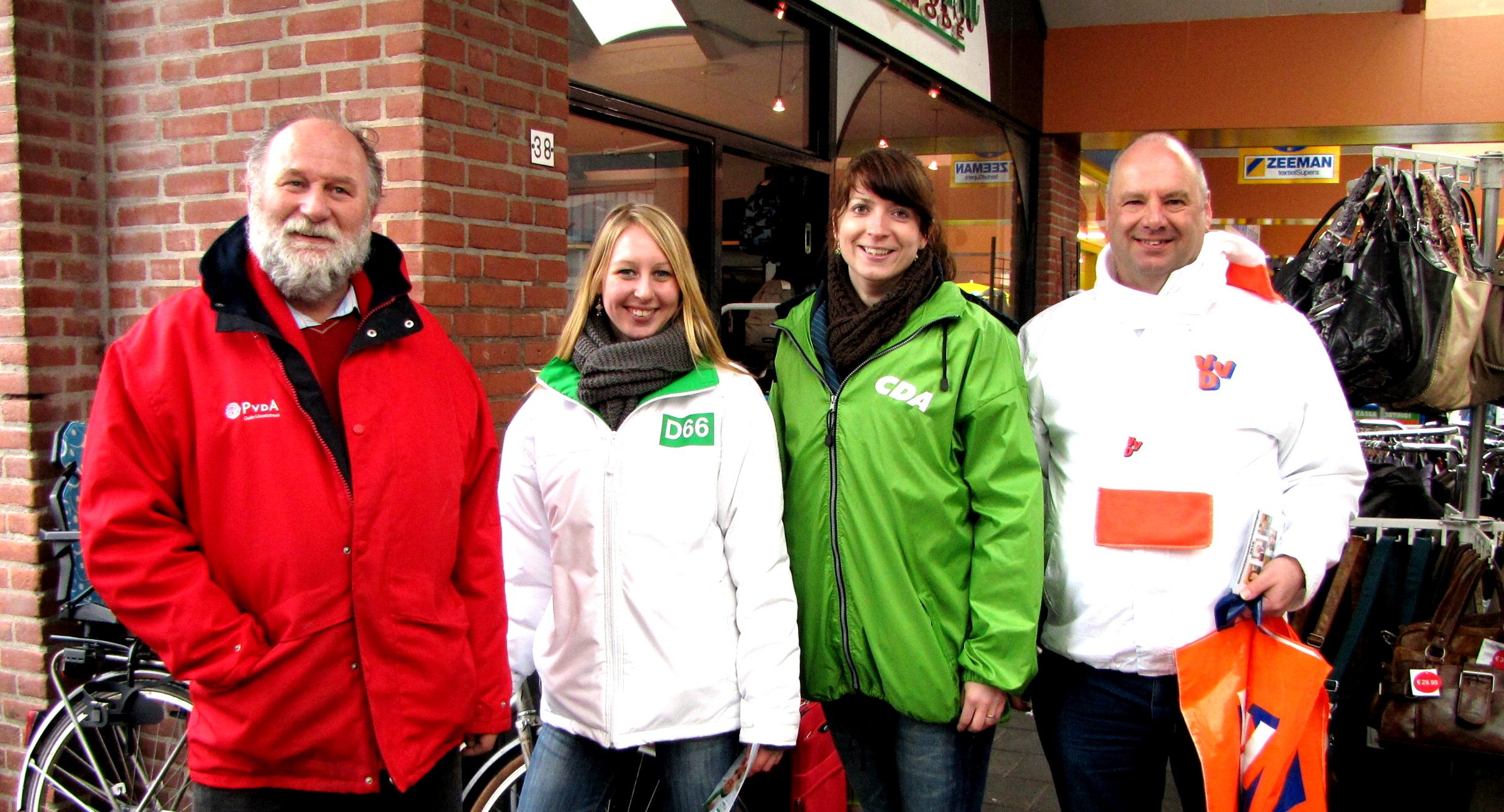
Mitglieder der traditionell vier wichtigsten Parteien: PvdA, D66, CDA und VVD, 2010 in Ulft kurz vor den Gemeinderatswahlen

Die drei traditionell großen Parteien, CDA, PvdA und VVD, haben seit den 1960er Jahren zum Teil viele Mitglieder verloren, während die kleineren eher dazugewonnen haben. Die größte Partei nach Mitgliedern war lange Zeit der Christen-Democratisch Appèl. Das Bündnis dreier früherer Parteien hatte Ende 1980, direkt nach der Fusion, 143.000 Mitglieder. Bis zum 1. Januar 2020 ist die Mitgliederzahl recht kontinuierlich auf 39.187 gesunken. Im selben Zeitraum sind von 112.929 Mitgliedern der sozialdemokratischen Partij van de Arbeid noch 41.078 übrig geblieben. Ähnlich war die Entwicklung der rechtsliberalen Volkspartij voor Vrijheid en Democratie, die Anfang 2020 23.907 Mitglieder zählte. Das erst 2016 gegründete Forum voor Democratie verzeichnete einen exponentiellen Zuwachs an Mitgliederzahlen auf zuletzt 42.794 und führt seit dem 1. Januar 2020 die Liste der mitgliederstärksten Parteien an.
Besonders wechselhaft war die Geschichte der sozialliberalen Democraten 66, die Ende 1966 mit 1.500 Mitgliedern begonnen hatten, bis 1973 auf 6.000 anwuchsen und im Jahr darauf schlagartig auf 300 abfielen. Bis Ende 1981 stieg die Mitgliederzahl auf einen vorübergehenden Höchststand von 17.765. Nach weiterem Auf und Ab zählte die Partei am 1. Januar 2020 24.955 Mitglieder.
Ein gemischtes Bild ergibt sich auch bei den übrigen kleineren Parteien. Die linkspopulistische Socialistische Partij hatte 1992 nur 15.222 Mitglieder und steht nach einem Zwischenhoch 2009 (50.444) Anfang 2020 bei 32.196. GroenLinks ist seit der Gründung 1991 von 14.971 auf 26.505 Mitglieder 2012 angewachsen; danach nahm die Mitgliederzahl wieder ab, stieg jedoch seit 2016 wieder auf 30.438 Anfang 2020. Die calvinistisch-konservative SGP kam von 10.000 Mitgliedern 1945 auf 29.655 Mitglieder 2020, während die ChristenUnie seit der Gründung 2002 recht konstant in einer Größenordnung von etwa 25.000 Mitgliedern verblieben ist. Die Partij voor de Dieren hatte 2007 6.370 Mitglieder und zählte zu Beginn des Jahres 2020 18.344. Alle weiteren Parteien haben deutlich weniger als 10.000 Mitglieder.

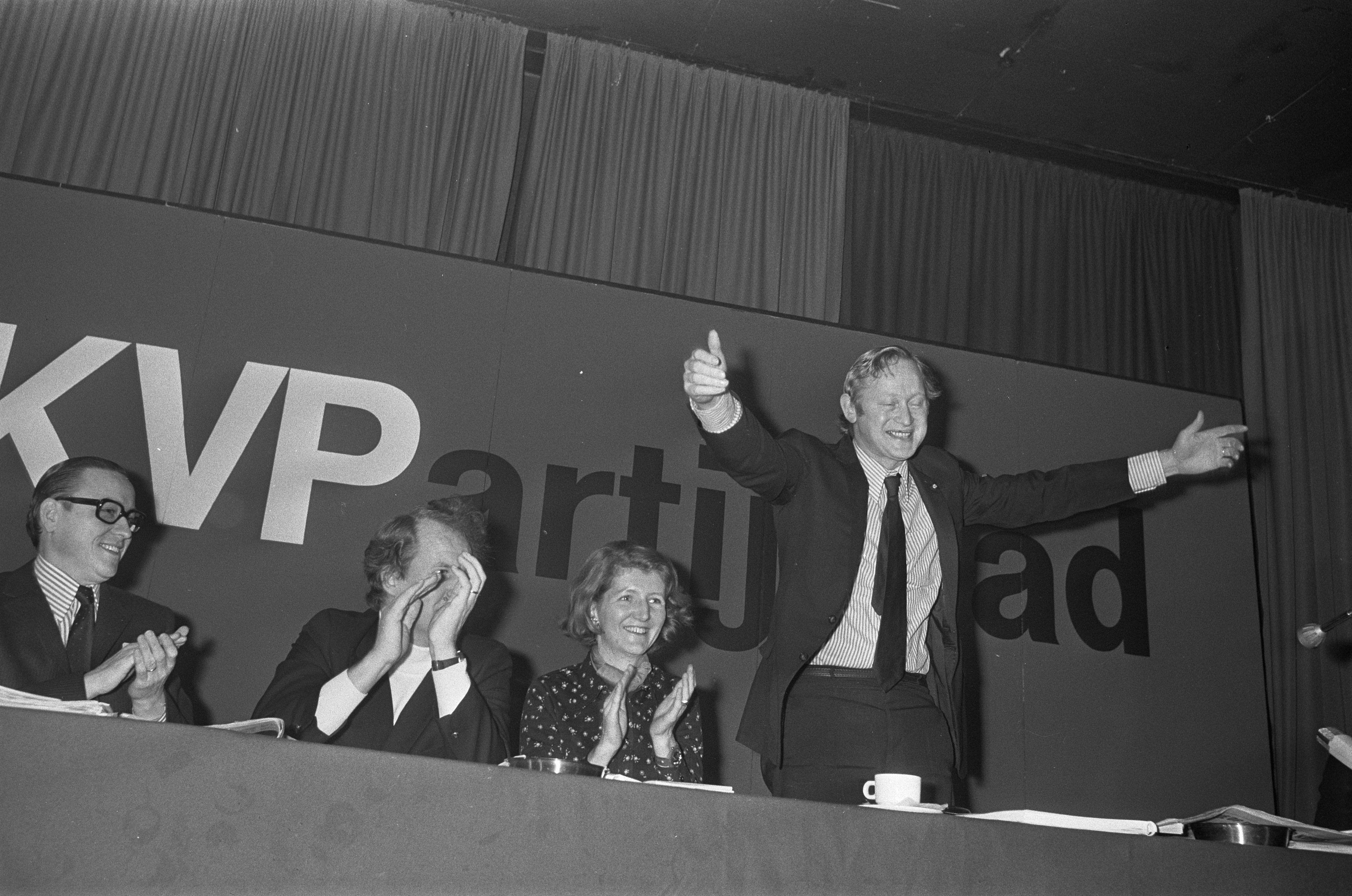
Frans Andriessen, der politische Führer der KVP, erhält Applaus auf dem partijraad im Dezember 1972. Die KVP ragte mit ihrem großen Mitgliederbestand hervor.

Zum Vergleich: 1960 saßen in der Zweiten Kammer acht Parteien, die zusammen auf 730.000 Mitglieder kamen. Fast die Hälfte davon gehörte zur Katholieke Volkspartij (etwa 340.000). Zehn Jahre später hatten elf Kammerparteien 393.000 Mitglieder, Ende 1995 hatten die zwölf Kammerparteien 315.000 Mitglieder. 2015 ist die Zahl erstmals unter 300.000 gesunken; 2018 wurde diese Marke allerdings wieder überschritten, vor allem durch den massiven Zuwachs von Forum voor Democratie.
Nach dem Zweiten Weltkrieg waren 3,83 Prozent aller Wahlberechtigten Mitglied der KVP, am Vorabend der CDA-Gründung 1980 war dieser Anteil auf 0,57 Prozent zurückgegangen. Ähnlich war es bei den anderen sociale integratiepartijen ARP und PvdA.
Die Partij voor de Vrijheid hat nur eine einzige natürliche Person als Mitglied – und zwar Geert Wilders; erstens als Privatperson sowie zweitens als Vertreter einer Stiftung, die seinen Namen trägt. Damit erfüllt sie die Voraussetzung, dass ein Verein mindestens zwei Gründer haben muss. Eine derartige Konstruktion ist allerdings außergewöhnlich und wird aus demokratischen Gesichtspunkten kritisiert. Für eine Partei wie die PVV bedeutet das Fehlen von Mitgliedern einen großen Nachteil bei der staatlichen Parteienfinanzierung. Dafür muss die Partei keinerlei Rechenschaft über die Herkunft ihrer Mittel ablegen.

#### Anteile an der Gesamtbevölkerung
Im Jahr 1979 waren neun Prozent der erwachsenen Niederländer Mitglied einer Partei oder politischen Vereinigung, 2003 nur noch vier Prozent. In Arbeitgeber- oder Arbeitnehmervereinigungen waren in beiden Jahren 22 Prozent Mitglied. Einer Hobbyvereinigung gehörten 1979 drei, 2003 fünf Prozent an.
Von den Mitgliedern der großen Parteien waren Mitte der 1990er Jahre etwa je zehn Prozent aktive Mitglieder, bei den kleinen linken Parteien waren es teils deutlich mehr (30 Prozent bei GroenLinks, 40 Prozent bei der SP). Allerdings stammen diese Zahlen von den Parteien bzw. Parteimitgliedern selbst. Der Historiker J. W. Oerlemans vermutete damals, dass „etwa 0,4 Prozent der Wähler die Personalausstattung der Obrigkeit bestimmen“.

#### Sozialer Hintergrund
Nach einer Umfrage vom Mai 2012 unterscheiden die Parteien sich teilweise sehr stark in ihrem Anhang. So haben die Parteien D66, ChristenUnie und GroenLinks deutlich mehr hochgebildete Anhänger als bildungsferne, während dieser Unterschied bei VVD und CDA weniger deutlich ist. Die PvdA hat in den drei unterschiedenen Bildungsschichten ähnlich viele Anhänger. SP und PVV hingegen sind so gesehen offensichtlich Parteien der Unterschicht. Bei der PVV beispielsweise stehen vier Prozent unter den Hochgebildeten 21 Prozent unter den formal gering Gebildeten gegenüber.
Ein ähnliches Bild ergibt sich bei der Unterscheidung nach Haushaltseinkommen. Hier allerdings sind die Unterschiede innerhalb der Anhängerschaft von D66, ChristenUnie und Groenlinks (und CDA) weniger groß, und GroenLinks hat sogar einen größeren Anteil an den ärmeren als an den reicheren Wählern. Auch bezüglich des Einkommens ist die PvdA in allen drei Einkommensgruppen gleich gut vertreten. Die VVD ist überdeutlich eine Partei der hohen Einkommen: 32 Prozent im reichsten Drittel, 18 Prozent bei den mittelhohen Einkommen und sieben Prozent bei den Geringverdienern. Fast genau umgekehrt verhält es sich bei der SP, die bei den Geringverdienern stark ist. Die PVV hat ihren größten Anhang im mittleren Drittel (hohes Einkommen: acht Prozent, mittleres zwanzig Prozent, geringes zwölf).

## Geschichte

### Entwicklung bis 1918

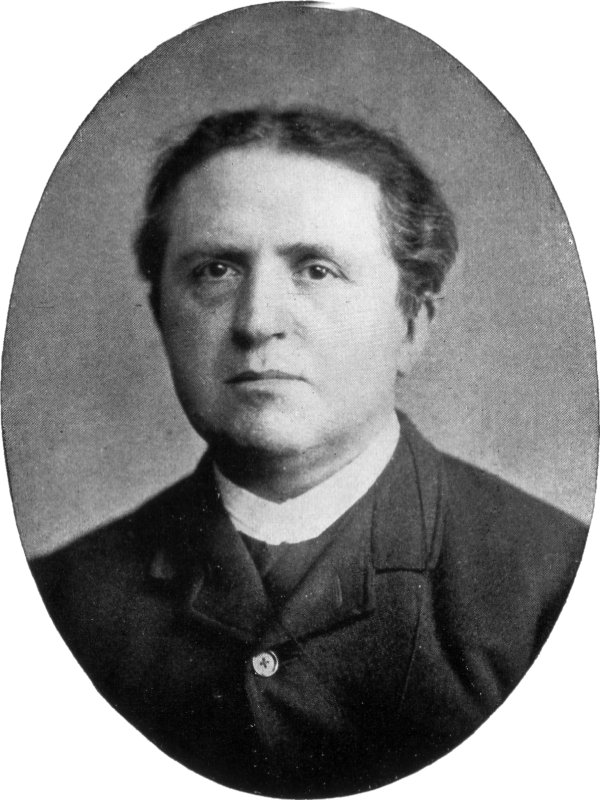
ARP-Gründer Abraham Kuyper, 1899

Wie auch in Deutschland entstanden die politischen Parteien in den Niederlanden als Folge der Parlamentarisierung: das Parlament erhielt im Staatsaufbau eine immer wichtigere Rolle, zunächst bei der Gesetzgebung (seit 1815), dann bei der Bestellung einer Regierung (de facto seit 1866). Als die erste niederländische Partei gilt die Anti-Revolutionaire Partij (ARP) des demokratischen Calvinisten Abraham Kuyper von 1879. Dann folgten die Liberalen 1885, während die Katholiken lange Zeit mit lokalen Wahlvereinen arbeiteten. Diesen drei gemeinsam war, dass sie ursprünglich nicht zur konservativen politischen Elite gehörten; auch geografisch kamen viele ihrer Führer nicht aus der Nähe Den Haags.
Die Begriffe anti-revolutionair und christelijk-historisch wurden lange Zeit nebeneinander gebraucht. Der erste bezog sich auf die Französische Revolution, der zweite auf die frühere überherrschende Rolle des Protestantismus im Lande. Im Gegensatz zu den eigentlichen Konservativen kam es in der ersten Hälfte des 19. Jahrhunderts unter vielen Protestanten zum révail, der Rückbesinnung auf das Evangelium, auf die Reformationszeit. Die Aufklärung wurde ebenso abgelehnt wie das Regententum des 18. Jahrhunderts.
Kuyper strebte nach soevereiniteit in eigen kring („Eigenständigkeit in den eigenen Kreisen“). Der Staat solle sich nicht unnötigerweise in Bereiche der Gesellschaft einmischen, die sich besser selbst organisieren. Da Kuyper nicht mehr hoffte, dass der strenge Calvinismus dem ganzen Land den Stempel würde aufdrücken können, wollte er seine gesellschaftspolitischen Vorstellungen in der eigenen Bevölkerungsgruppe verwirklichen. Die Katholiken konnten sich ähnliches für sich vorstellen und wurden damit von konfessionellen Gegnern zu möglichen politischen Partnern. Von überragender Bedeutung war damals die Schulfrage, bei der es darum ging, ob der Staat konfessionelle Schulen einrichten bzw. bezahlen sollte.
Doch ein Teil der christlichen Bewegung fühlte sich von der volkstümlichen Richtung von Abraham Kuyper nicht angesprochen, sondern sah lieber eine Honoratiorenpartei. Außerdem missfiel diesem Teil, wie Kuyper mit den Katholiken zusammenarbeitete. Seit 1897 gründeten sich Parteien, die 1908 zur Christelijk Historische Unie fusionierten. Die CHU gilt als die Erbin des früheren Konservativismus.

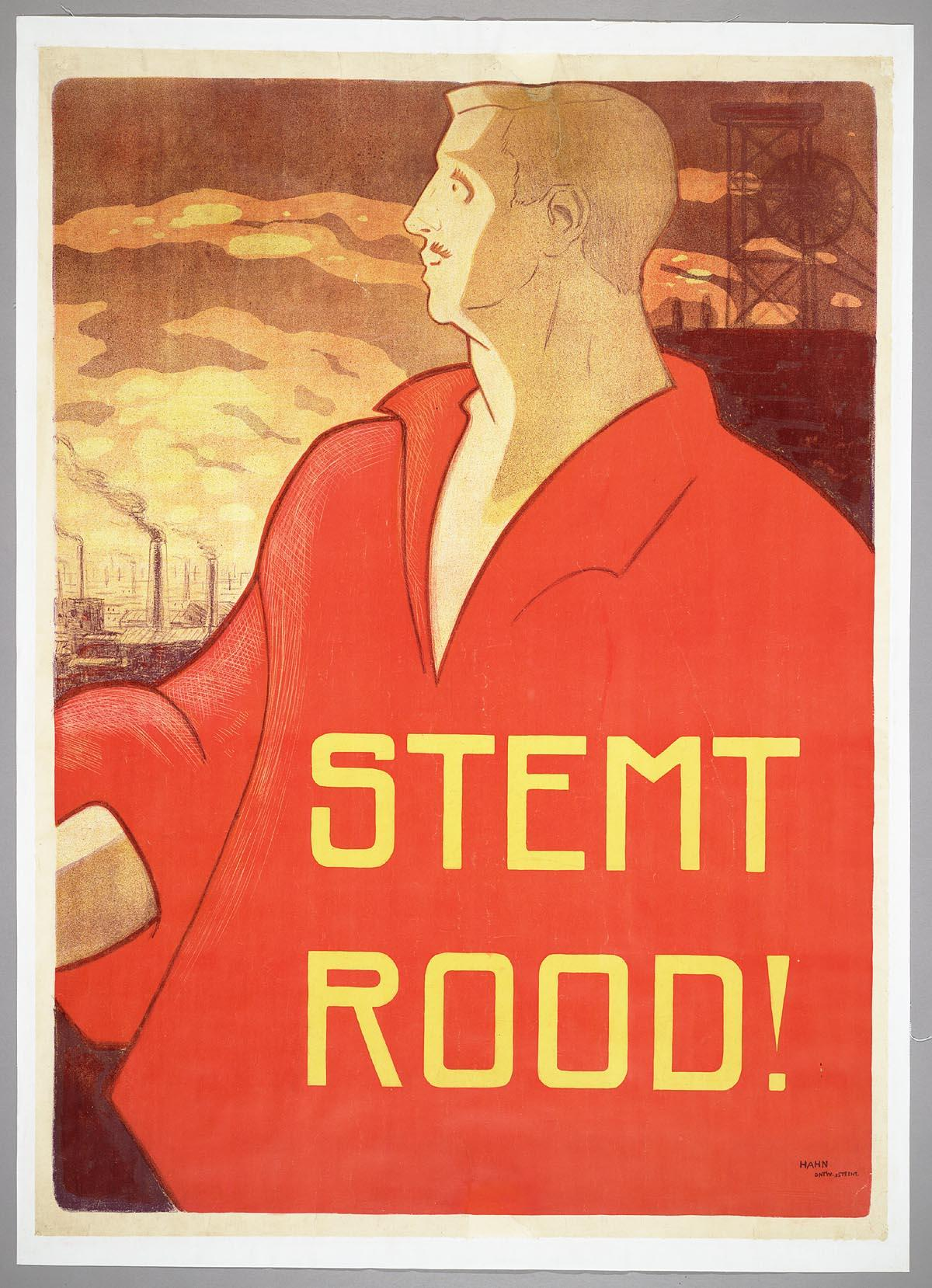
Sozialdemokratisches Plakat für die Wahlen 1913. Erst 1939 kamen Sozialdemokraten in die niederländische Regierung.

Die Sozialdemokraten haben lange gebraucht, um in den Niederlanden zu wachsen und politischen Einfluss zu erlangen, unter anderem weil die Industrialisierung später als anderswo eingesetzt hat. Außerdem ging der erste Parteiversuch, der Sociaal-Democratische Bond von 1881, in die anarchistische Richtung. Die eigentliche sozialdemokratische Partei gründete sich erst 1894: Sociaal-Democratische Arbeiderspartij (SDAP).
1888 bis 1891 konnte erstmals ein konfessionelles Koalitionskabinett aus ARP und Katholiken die Liberalen von der Macht verdrängen. Danach wechselten sich bis 1918 liberale und konfessionelle Kabinette ab. Von 1901 bis 1905 und von 1908 bis 1913 regierten erneut Kabinette aus ARP und Katholiken.
Die Sitzzahl der Liberalen nahm tendenziell ab, und die beiden letzten liberalen Kabinette (Kabinett De Meester 1905–1908 und Kabinett Cort van der Linden 1913–1918) waren auf die Unterstützung der sozialdemokratischen SDAP angewiesen. Ein Grund für das Schrumpfen der Liberalen war eine Vergrößerung der Zahl der Wahlberechtigten durch eine Lockerung der Zensusbestimmungen 1887 und erneut 1896. Neben der 1885 gegründeten Liberale Unie entstanden 1901 der Vrijzinnig Democratische Bond als linksliberale Partei und 1906 der Bond van Vrije Liberalen als konservative, klassisch-liberale Partei.

### Von der Antithese zur Versäulung 1918
Vor allem bis 1917 bezeichnete man die drei konfessionellen Parteien, also die protestantischen ARP und CHU sowie die Katholiken, als rechts. Die Liberalen und später die Sozialdemokraten waren links. Der Ausdruck Kuypers für diesen Gegensatz von Konfessionellen und Weltlichen heißt antithese. Er verweist auf die Einstellung zu den Ideen der Französischen Revolution.
Waren die Rechten für die staatliche Bezahlung der konfessionellen Schulen, so traten die Liberalen für das allgemeine Wahlrecht ein. 1917 kam es mit der pacificatie zur Einigung, beide Seiten gaben der Forderung der jeweils anderen nach. Für die folgende Zeit spricht man von der Verzuiling („Versäulung“) der niederländischen Gesellschaft, einer Form des Partikularismus. Die Grundlagen stammen aus dem 19. Jahrhundert. Die Niederländer gehörten demnach relativ streng voneinander abgegrenzten Gruppen an, mit eigenem Bildungswesen, Parteien, Gewerkschaften usw. Die Gruppen waren die Katholiken, die Protestanten, die Sozialisten; dazu kam eine Allgemeine oder Nationale Säule mit Liberalen und gemäßigten Gläubigen. Erst in den 1960er Jahren löste sich die Verzuiling großteils auf.

### Von der Demokratisierung 1918 bis zum deutschen Einmarsch 1940

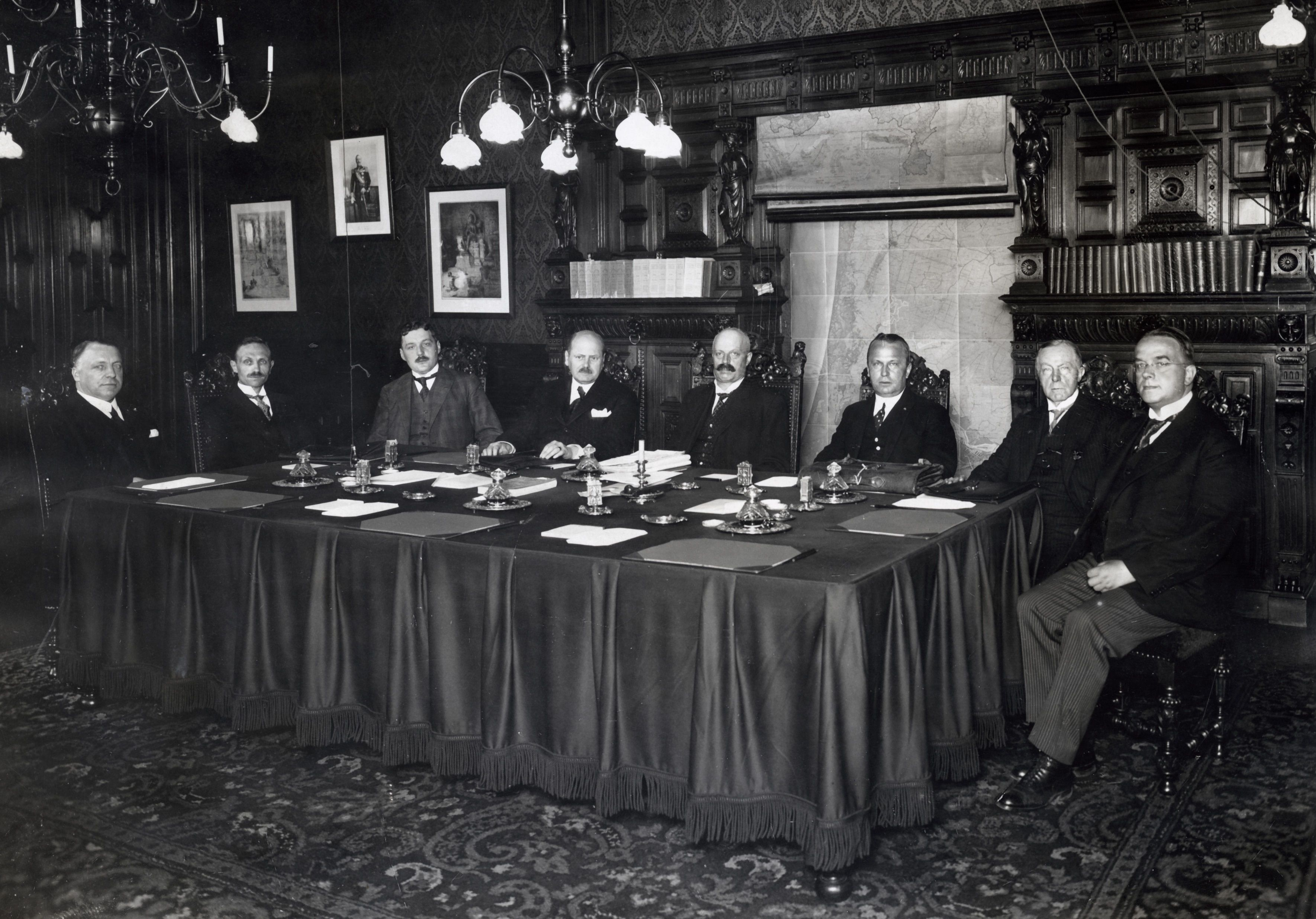
Charles Ruijs de Beerenbrouck war 1918 der erste katholische Ministerpräsident, hier mit dem Kabinett 1929

1918 durften zum ersten Mal alle Männer wählen, seit 1922 auch die Frauen. Fast noch wichtiger war die gleichzeitige Einführung des Verhältniswahlrechtes für die Zweite Kammer. Das hat die Bedeutung der Parteien erhöht und auch eine geschlossenere Organisation erfordert. Nach 1918 formierten sich viele Gruppierungen neu, so entstand 1926 erstmals eine landesweite katholische Partei, die Römisch-Katholische Staatspartei, nachdem es zuvor nur eine lose Föderation in Form des Algemeene Bond van RK-kiesverenigingen („Allgemeiner Bund römisch-katholischer Wahlvereine“) gegeben hatte.
Mit der Wahl von 1918 begann eine lange Dominanz der drei großen konfessionellen Parteien; sie beziehungsweise später der CDA waren von nun an bis 1994 ununterbrochen in der Regierung vertreten, wenn auch nicht immer alle drei Parteien. Von 1918 bis einschließlich 1963 erreichten sie zusammen bei jeder Wahl mindestens die Hälfte der Sitze. Ihr Stimmenanteil war extrem stabil und schwankte in diesem Zeitraum nur zwischen 48,9 Prozent (1952) und 54,5 Prozent (1922). Besonders konstant und stets die größte Kraft im konfessionellen Spektrum war die katholische Partei (erst Algemene Bond, ab 1926 RKSP, ab 1945 KVP) mit immer etwa 30 Prozent (zwischen 27,9 und 31,9 Prozent). Neben RKSP bzw. KVP, ARP und CHU kam es zu einer Vielzahl von Parteigründungen im konfessionellen Spektrum, die aber bedeutungslos blieben.
Der SDAP gelang kein wesentlicher Fortschritt durch die Einführung der Verhältniswahl; ihre Sitzzahl bewegte sich von 1918 bis 1940 nur zwischen 20 und 24 der insgesamt 100 Sitze. Als diskreditiert galt die SDAP durch einen Revolutionsaufruf ihres Führers Troelstra im November 1918. Links von der SDAP formierten sich die Kommunisten (erst CPH, seit 1935 CPN), deren Stimmenanteil aber vor 1940 über 3,4 Prozent im Jahr 1937 nicht hinauskam.
Die Liberalen brachen bei der Wahl 1918 von 39 auf 20 Sitze ein. Während der linksliberale Vrijzinnig Democratische Bond (VDB) fortbestand, fusionierten Liberale Union, Freie Liberale und drei weitere Parteien zum Freiheitsbund, der sich später Liberale Staatspartei nannte. Seine Sitzzahl sank konstant von 15 bei der Gründung im Jahr 1921 auf nur noch 4 bei der Wahl 1937. In den Jahren vor und nach dem Zweiten Weltkrieg war die Bedeutung der Liberalen auf dem Tiefpunkt.

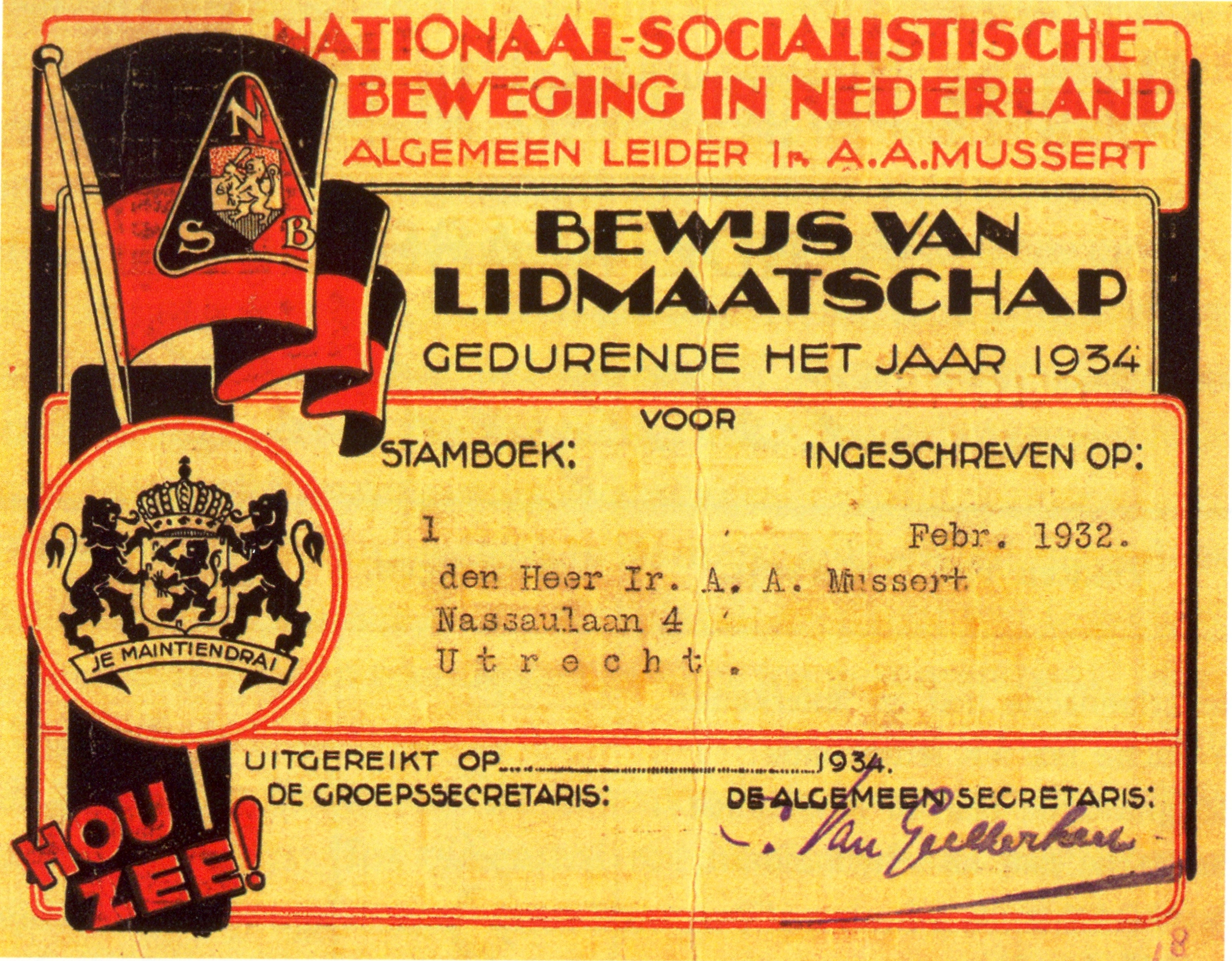
Mitgliedskarte von Anton Mussert, dem Allgemeinen Führer der NSB

Daneben waren zwischen 1918 und 1940 einige weitere Kleinparteien im Parlament vertreten. Diese verschwanden aber meist schnell wieder. Am bedeutendsten war die zunächst faschistische und später nationalsozialistische NSB von Anton Mussert. Sie erreichte bei der Provinzialwahl 1935 8 Prozent, verlor danach aber an Anhängerschaft und errang 1937, bei der letzten Wahl zur Zweiten Kammer vor dem Zweiten Weltkrieg, 4,2 Prozent.
Von 1918 bis 1940 regierten die drei konfessionellen Parteien trotz mehrerer Konflikte durchweg gemeinsam mit einer Ausnahme von nur zwei Wochen im Jahr 1939. Von 1933 bis 1937 waren auch die beiden liberalen Parteien an der Regierung beteiligt. Erst 1939 traten die Sozialdemokraten erstmals in die Regierung ein. In den Jahren 1940 bis 1945 existierte eine Folge von vier Exilregierungen, die nach ihrem Sitz als Londoner Kabinette bezeichnet werden.

### Teilweise Neuaufstellung seit dem Zweiten Weltkrieg

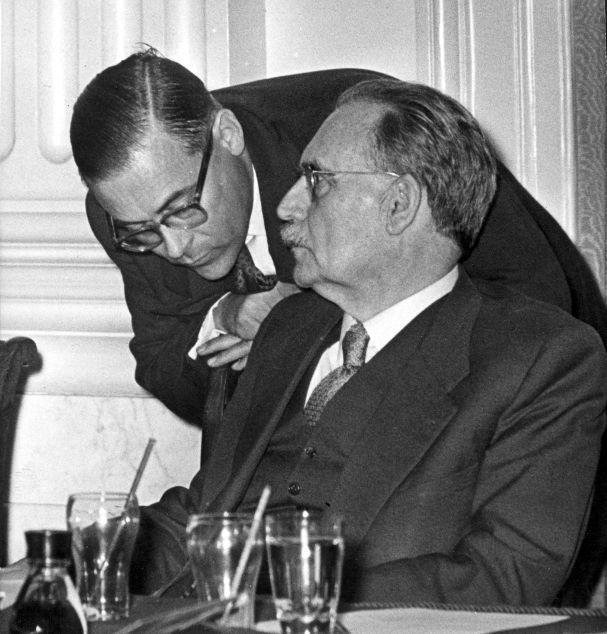
Sitzend Willem Drees der Ältere. Vadertje Drees war als sozialdemokratischer Ministerpräsident (1948–1958) Vater des Sozialstaats und des Wiederaufbaus

Nach dem Zweiten Weltkrieg blieb das hergebrachte Parteiensystem im Wesentlichen erhalten. SDAP, VDB und die linksprotestantische Christelijk-Democratische Unie (CDU) fusionierten 1946 zur Partij van de Arbeid (PvdA). Die RKSP benannte sich in Katholieke Volkspartij (KVP), die Liberale Staatspartij in Partij van de Vrijheid (PvdV) um. Die Wahlen 1946 erbrachten keine wesentlichen Verschiebungen gegenüber der Zeit vor dem Krieg, mit Ausnahme des starken Zuwachses für die Kommunisten, die 10,6 Prozent erhielten bei der Wahl zur Zweiten Kammer. Dies war vor allem auf den Ruf der CPN als bedeutende Widerstandsbewegung während der deutschen Besatzung zurückzuführen. In den Jahren danach verloren die Kommunisten aber rasch an Unterstützung. Ehemalige VDB-Mitglieder unter Führung des ehemaligen Finanzministers Pieter Oud, die mit dem Aufgehen ihrer Partei in der PvdA unzufrieden waren, schlossen sich im Januar 1948 mit der PvdV zusammen und gründeten die VVD.
Wenn auch das Parteiensystem nach dem Zweiten Weltkrieg nicht wesentlich anders war als zuvor, änderte sich das Muster der Koalitionsbildungen grundlegend. Bis 1958 bestand die Regierung im Wesentlichen aus KVP und PvdA. 1948 überließ die KVP als größerer Partner sogar dem PvdA-Führer Willem Drees das Amt des Ministerpräsidenten. Bestimmend für die Bildung der sog. „römisch-roten“ Kabinette war zunächst die stärker sozialstaatliche Orientierung der KVP im Vergleich zur RKSP. Diese wurde besonders auch von Carl Romme, der von 1946 bis 1961 als Fraktionsvorsitzender die KVP-Politik prägte, verfochten. Ab 1948 wurden weitere Parteien an der Regierung beteiligt, obwohl KVP und PvdA alleine bereits eine deutliche Mehrheit hatten. Bis in die 70er Jahre war es häufig der Fall, dass eine Koalition mehr Partner hatte als zur Erreichung der absoluten Mehrheit notwendig. Ab 1948 war die CHU wieder an der Regierung beteiligt und gehörte auch den meisten folgenden Kabinetten an, ab 1952 war die ARP wieder durchgängig in der Regierung vertreten. Ab Mitte der 50er Jahre entfremdeten sich KVP und PvdA wieder zusehends und im Dezember 1958 endete mit dem Rücktritt von Willem Drees die Ära römisch-roter Kabinette. Bis 1973 blieb die PvdA nun mit einer Unterbrechung 1965/66 in der Opposition.
Im Gegensatz zur Vorkriegszeit nahmen jetzt die Liberalen die rechte Position im Parteienspektrum ein und KVP, ARP und CHU eine mittige Position, wobei die CHU die konservativste der drei Parteien war. PvdA und VVD begannen Ende der 1950er Jahre, sich scharf voneinander abzugrenzen und sich gegenseitig als Koalitionspartner auszuschließen. Dies sollte die Regierungsbildungen auf Jahrzehnte prägen. Dadurch waren die konfessionellen Parteien in der Schlüsselpositionen, ohne sie war keine Regierung möglich, auch als ihr Stimmenanteil schon deutlich gesunken war. Nach 1958 haben KVP, ARP und CHU bzw. später der CDA meist die VVD gegenüber der PvdA als Partner bevorzugt.

### Entsäulung seit den 1960er Jahren

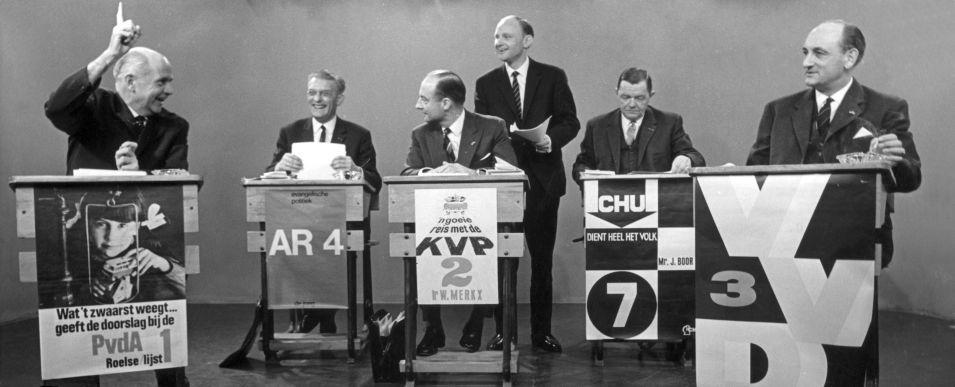
Fernsehdebatte im März 1966 mit den Fraktionsvorsitzenden (von links) der PvdA, ARP, KVP und CHU (außerdem der VVD)

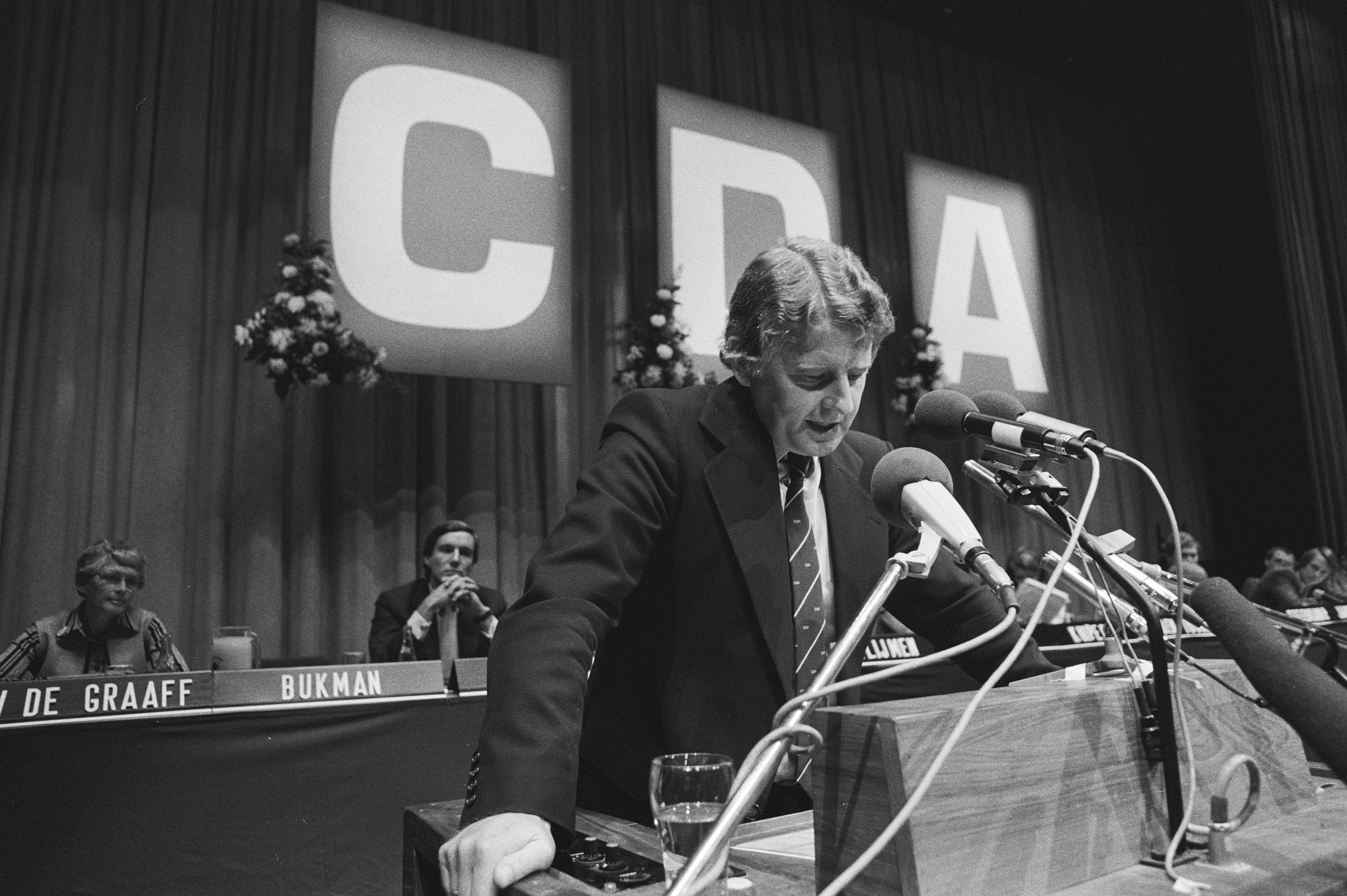
1980 bei der Fusion dreier Parteien zum neuen CDA, 1980: Piet Bukman, christlicher Gewerkschafter und erster Parteivorsitzender

Die 1960er- und 1970er-Jahre brachten tiefgreifende gesellschaftliche Veränderungen mit sich, vor allem die rasante Entkonfessionalisierung, aber auch das Schwinden eines typischen Arbeitermilieus. Das politische System blieb von den rechtlichen Rahmenbedingungen her das gleiche, aber die Parteienlandschaft wandelte sich drastisch. Die drei großen konfessionellen Parteien, die liberale VVD und die sozialdemokratische PvdA, bislang die einzigen Parteien mit Regierungserfahrung, erhielten an der Wahlurne zusammen immer weniger Zuspruch.
Seit 1967 arbeiteten die drei konfessionellen Parteien (KVP, ARP, CHU) verstärkt zusammen, was 1977 zu einer gemeinsamen Wahlliste und 1980 zur Fusion unter dem Namen Christen-Democratisch Appèl führte. Das Kabinett des Sozialdemokraten Joop den Uyl, 1973 bis 1977, war das letzte, an dem nur zwei der drei konfessionellen Parteien teilnahmen. Die Wahl 1972 zeigte überdeutlich die Veränderung in einer einstmals konfessionell dominierten Parteienlandschaft: die Drei erhielten nur 31,2 Prozent der Stimmen, 1963 waren es noch 49,2 Prozent. Auch die linke Abspaltung der ARP, die alternativ-pazifistische Politieke Partij Radikalen (4,8 Prozent 1972), konnte die Verluste allein nicht erklären.
Aber auch die sozialdemokratische Partei der Arbeit verlor an Rückhalt, teilweise an kleinere linke Parteien, die schon früher gegründet worden waren, aber auch an die rechte Abspaltung Democratisch Socialisten ’70 (DS '70), die mit dem Linksruck in der PvdA von 1967 unzufrieden war. Sie erhielt 1971 aus dem Stand heraus 5,3 Prozent, verlor aber schon 1981 ihr letztes Mandat.
In der (linken) Mitte bildete sich 1966 die dauerhaft erfolgreichste neue Partei, die Democraten 66. Die Sozialliberalen wollten die Parteienlandschaft reformieren und eine fortschrittliche Volkspartei in einem Zweiparteiensystem zustande bringen. Daraus wurde jedoch nur ein Achtungserfolg bei den Wahlen 1967, der mit 4,5 Prozent für damalige Verhältnisse recht groß war. In den kommenden Jahren waren die Wahlergebnisse für D66 sehr wechselhaft; Mitte der 1970er-Jahre wurde sogar über die Selbstauflösung der Partei gesprochen. Bei den Erdrutschwahlen von 1994 erhielt die Partei 15,5 Prozent und wähnte sich bereits unter den großen Parteien, Nach einer enttäuschenden Regierungsbeteiligung 2006 rutschte sie allerdings bis auf 2 Prozent ab und erholte sich später wieder mit Ergebnissen um die 10 Prozent.

### Situation seit den Umbildungen der 1990er-Jahre

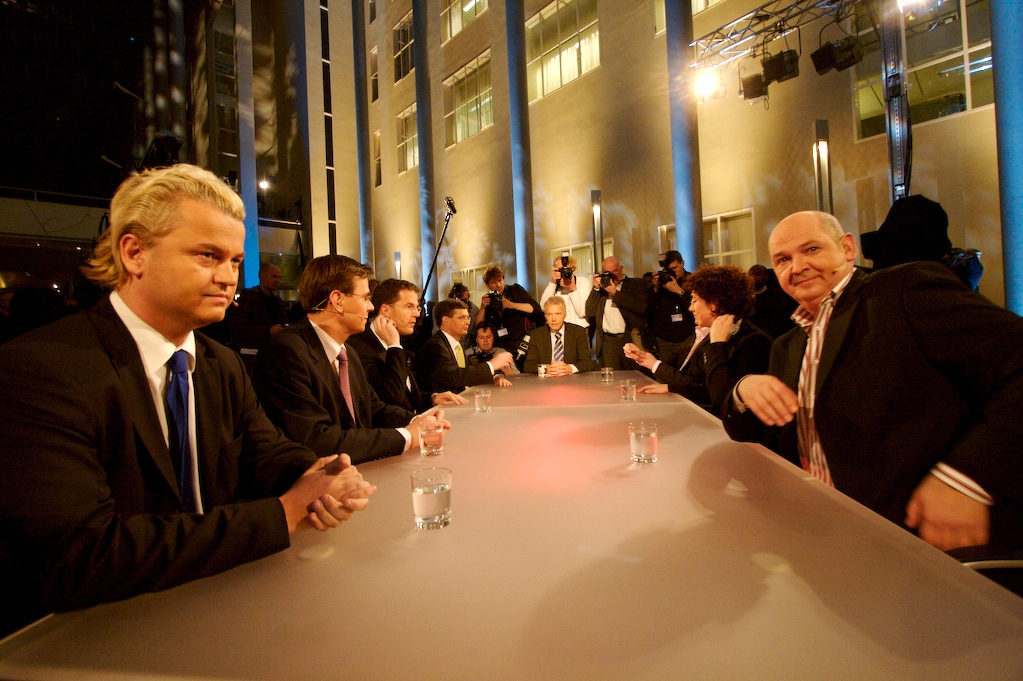
Wahldebatte im Fernsehen, 2006. Links Geert Wilders von der PVV, rechts der damalige Führer der Socialistische Partij, Jan Marijnissen.

Außer den drei bis vier klassischen Regierungsparteien gelangten noch weitere ins Parlament, insgesamt waren es meist etwa 10. Bei den „kleinen Rechten“ handelt es sich außer um Rechtspopulisten um Konfessionelle. Die rechtskonservative, fundamentalcalvinistische Staatkundig Gereformeerde Partij sitzt seit 1918 ohne Regierungsbeteiligung in der Kammer. Schwerer im Links-rechts-Spektrum zu erfassen ist die ChristenUnie, die 2001 aus zwei Vorgängerparteien entstanden ist. Sie ist in Fragen wie Abtreibung und Drogen rechts, bei Umwelt und Flüchtlingen links.
Die „kleinen Linken“ waren bis 1989/1991 noch stark zersplittert, bis sie sich in GroenLinks vereinigten, der Grünen Linken. Aus der kleinen maoistischen Socialistische Partij entwickelte sich eine mittelgroße soziale Protestpartei. Seltener erhielten Interessenparteien und Ein-Thema-Parteien Parlamentssitze, wie 1963 bis 1981 die konservative Boerenpartij von Bauern und kleinen Selbstständigen, in den 1990er-Jahren und 2012 Seniorenparteien sowie seit 2006 die Tierschutzpartei Partij voor de Dieren.
Die Zahl der Parteien in niederländischen Volksvertretungen vergrößert sich, wenn man die Erste Kammer des Parlaments, die Provinzparlamente und die Gemeinderäte hinzu nimmt. In der Ersten Kammer, gewählt über die Provinzparlamente, gibt es eine „Unabhängige Politik Niederlande“ (eine Person), die vor allem von Regionalparteien unterstützt wird. Eine ernstzunehmende Kraft in ihrer Provinz wurde allenfalls die Fryske Nasjonale Partij, kaum jedoch die Partij voor het Noorden (Fryslân, Drenthe, Groningen) und noch weniger andere Parteien. Jedoch spielen in den Gemeinden lokale Gruppen oftmals eine erhebliche Rolle.

## Parteien am rechten Rand

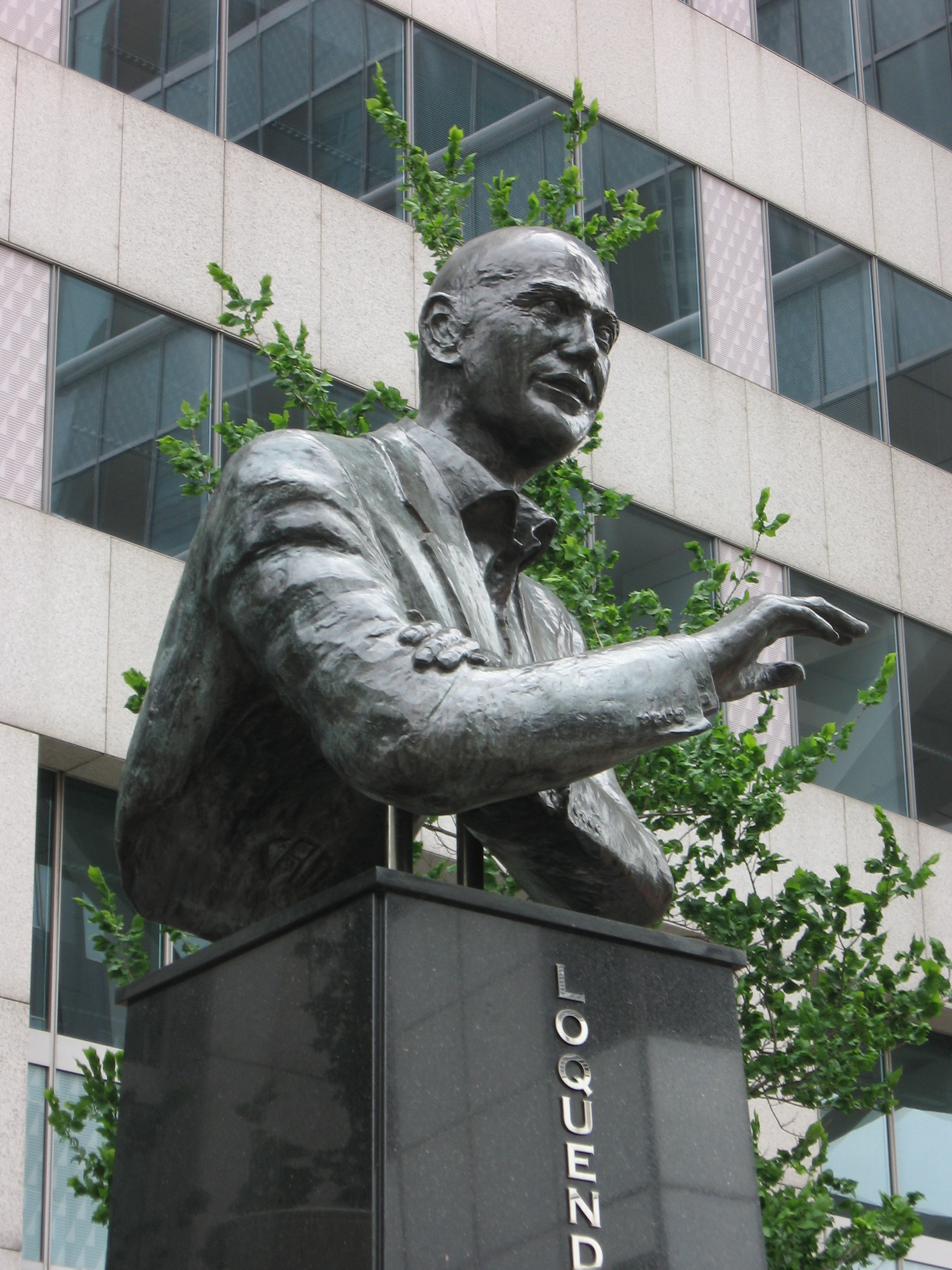
Büste des 2002 ermordeten Pim Fortuyn in Rotterdam

Außer den konfessionellen und konservativ-liberalen Parteien gab es auf der Rechten immer wieder auch rechtspopulistische und Interessenparteien. Lange Zeit spielte diese Rolle die Boerenpartij, die von 1963 bis 1981 in der Kammer zwischen einem und sieben Sitzen hatte. Von 1982 bis 1986 und von 1989 bis 1998 vertrat Hans Janmaat weit rechts stehende und ausländerfeindliche Positionen im Parlament.
Einen Wahlerfolg in nicht zu übersehender Größe von 17 Prozent hatte erstmals die Lijst Pim Fortuyn im Jahre 2002. Das war der zweite Platz zwischen den siegreichen Christdemokraten und den dezimierten Rechtsliberalen (VVD). Sie kam sofort in die neue Regierung. Diese zerfiel aber schon bald darauf, und nach Neuwahlen 2003 kehrte die zerstrittene LPF stark reduziert in die Kammer zurück. 2006 verlor sie die letzten Sitze.
Es bemühten sich zahlreiche Splitterparteien um das LPF-Wählerpotential. Es handelt sich um von der Politik Enttäuschte, die vor allem die muslimische Einwanderung in die Niederlande als bedrohlich ansehen. Wirtschaftlich und sozial stehen sie eher links. Allerdings wünschen diese Wähler sich anscheinend keine Diktatur, so bleiben traditionelle rechtsextremistische, sich auf den Nationalsozialismus berufende Parteien völlig unbedeutend. Ein Beispiel für eine solche Partei ist die Nederlandse Volks-Unie.
Ein ehemaliger Abgeordneter der rechtsliberalen VVD war bislang am erfolgreichsten: Geert Wilders mit seiner Partij voor de Vrijheid (PVV). Die PVV kam bereits 2006 eigenständig zu neun Mandaten. Die kleinere Partei Trots op Nederland (TON) war nur bis 2010 durch ihre Gründerin und ehemalige VVD-Integrationsministerin Rita Verdonk selbst in der Zweiten Kammer vertreten, mit einem noch zu VVD-Zeiten mit vielen Präferenzstimmen gewonnenen Mandat. Während Verdonk im Jahre 2008 recht hohe Umfragewerte hatte, hat sie bei den Parlamentswahlen 2010 kein Mandat errungen, während die PVV mit 15,5 Prozent der Stimmen drittstärkste Kraft wurde und 24 Sitze erhielt. 2017 kam als Konkurrenz die rechtskonservative Partei Forum voor Democratie (FVD) in die Zweite Kammer, die sich intellektueller als die PVV gibt. Sie steht damit auch mit der VVD im Wettbewerb um Wähler. Bei ihrem erstmaligen Einzug in die Zweite Kammer gewann das FVD zwei Sitze, könnte diese Zahl laut Umfragen mittlerweile vervielfachen.
Die Einordnung der PVV bereitet Journalisten und Politikwissenschaftlern im In- und Ausland Probleme, wobei man zwischen rechtspopulistisch und rechtsextremistisch schwankt. Eine Studie der Anne-Frank-Stiftung von 2008 nannte die PVV gemäßigt rechtsextrem. Lucardie sieht darin einen begrifflichen Widerspruche.

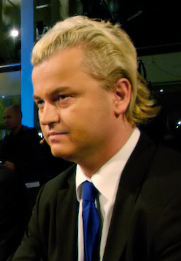
Geert Wilders von der Partij voor de Vrijheid, 2006

Geert Wilders hatte schon 2004 in der VVD für einen „rechten“ Kurs plädiert. Seine Absicht, niederländische Staatsbürger im sozialen Sicherungssystem zu bevorzugen, bringe ihn in die Nähe von Janmaat, schrieb der Parteienforscher Lucardie. Solange die PVV nicht Bürgerrechte einschränken wolle, sei das Prädikat rechtsextrem nicht gerechtfertigt. Da Wilders die nationale Identität und Unabhängigkeit zwar zentral stelle, dies aber an Rechte für die Individuen koppele, sei sein Nationalismus liberal, nicht kollektivistisch wie beim Faschismus. Allerdings sei bei der PVV der Liberalismus nicht sehr konsistent, da er schließlich die Freiheit des Glaubens und der Meinungsäußerung drastisch im Namen der Freiheit einschränken wolle. Auf ökonomischem Gebiet rückte die PVV seit ihrer Gründung nach links.

## Übersichten

### Parteien in Provinzen und Gemeinden
In Provinzparlamenten sind gegenwärtig folgende Parteien vertreten:
- Fryske Nasjonale Partij
Friesische Nationalpartei (Frylsân)
- Partij voor het Noorden
Partei für den Norden (Groningen)
- Groninger Belang
Groninger Belange (Groningen)
- Sterk Lokaal
Stark vor Ort (Drenthe)
- Partij van de Ouderen
Partei der Senioren (Noord-Holland)
- Lokaal-Limburg
Limburg lokal (Limburg)
- Lokaal Brabant
Brabant lokal (Noord-Brabant)
- Partij voor Zeeland
Partei für Zeeland (Zeeland)

Bei den Gemeinderatswahlen 2018 erzielten lokale Parteien und Wählergruppen insgesamt einen Anteil von 28,65 Prozent der Stimmen und holten über 2.600 Sitze. Zu den landesweit organisierten Parteien, die nur über kommunale Mandate verfügen, gehören Trots op Nederland, die Verenigde Senioren Partij (VSP) und Ouderen Politiek Actief (OPA).
Hinter der Onafhankelijke Politiek Nederland steht keine Partei; es handelt sich um einen Abgeordneten in der Ersten Kammer, der dort einige kleinere Parteien aus den Provinzparlamenten vertritt. Im Jahr 2015 kam man nur auf genug Stimmen für einen Abgeordneten, weil sich 50plus der Wahlvereinbarung angeschlossen hat.

### Historische Wahlergebnisse
Die Tabelle zeigt die Wahlergebnisse für die Zweite Kammer und beginnt mit der Einführung des Verhältniswahlrechtes 1918. Dargestellt sind nur Parteien, die mindestens einen Sitz bei einer Wahl errungen haben. Veränderungen in den Fraktionen zwischen zwei Wahlen sind nicht berücksichtigt.
- Aufg.: aufgelöst
- Gegr.: gegründet
- Verb.: verboten
- (CDA): gemeinsame Wahlliste

- Dunkelrot: linksradikale Parteien
- Hellrot: sozialdemokratische Parteien
- Grün: grüne und linksalternative Parteien
- Gelb: linkschristliche Parteien
- Blau: liberale Parteien
- Lila: katholische Parteien
- Hellorange: christdemokratische und konservative Parteien
- Hellblau: rechtspopulistische Parteien
- Dunkelorange: fundamentalchristliche Parteien
- Braun: rechtsradikale Parteien

| Niederländische Parteien |            |          |           |              |              |          |          |          |           |            |          |              |            |          |             |            |         |            |      |
| …                        | SDP 1909   |          | SP 1918   | SDAP 1894    | CDP 1905     | CSP 1907 | VDB 1901 |          | Bond 1904 |            | ARP 1879 | (Vrij.) 1906 |            | CHU 1908 | Platt. 1917 |            |         |            | …    |
| …                        |            |          |           |              |              |          |          |          |           |            |          |              |            |          |             |            |         |            | …    |
| 1918                     | SDP 2,3    |          | SP 0,7    | SDAP 22,0    | CDP 0,8      | CSP 0,6  | VDB 5,3  |          | Bond 30,0 |            | ARP 13,4 | (Vrij.) 15,1 | Weer. 0,5  | CHU 6,6  | Platt. 0,7  |            | gegr.   |            | 1918 |
| 1919                     |            |          |           |              |              |          |          |          |           |            |          |              |            |          |             |            |         |            | 1919 |
| 1920                     |            |          |           |              |              |          |          |          |           |            |          |              |            |          |             |            |         |            | 1920 |
| 1921                     |            |          |           |              |              |          |          |          |           |            |          | gegr.        | 1922 gegr. |          |             | gegr.      |         |            | 1921 |
| 1922                     | CPH 1,8    |          |           | SDAP 19,4    |              | CSP 0,7  | VDB 4,6  | gegr.    | Bond 29,9 |            | ARP 13,7 | LSP 9,3      | LP 1,0     | CHU 10,9 | Platt. 1,6  |            | SGP 0,9 |            | 1922 |
| 1923                     |            |          |           |              |              |          |          |          |           |            |          |              |            |          |             |            |         |            | 1923 |
| 1924                     |            |          |           |              |              |          |          |          |           |            |          |              |            |          |             |            |         |            | 1924 |
| 1925                     | CPH 1,2    |          |           | SDAP 22,9    |              |          | VDB 6,0  | RKVP 1,2 | Bond 28,6 |            | ARP 12,2 | LSP 8,7      |            | CHU 9,9  | Platt. 2,0  | HGS 1,0    | SGP 2,0 |            | 1925 |
| 1926                     |            |          |           |              | CDP-> CDU    | aufg.    |          |          | B.-> RKSP |            |          |              |            |          |             |            |         |            | 1926 |
| 1927                     |            |          |           |              |              |          |          |          |           |            |          |              |            |          |             |            |         |            | 1927 |
| 1928                     |            |          | SP-> Rev. |              |              |          |          |          |           |            |          |              |            |          |             |            |         |            | 1928 |
| 1929                     | CPH 2,0    |          |           | SDAP 23,8    |              |          | VDB 6,2  |          | RKSP 29,6 | MSL 2,0    | ARP 11,6 | LSP 7,4      |            | CHU 10,5 | Platt. 1,0  | HGS 1,1    | SGP 2,3 |            | 1929 |
| 1930                     |            |          |           |              |              |          |          |          |           | aufg.      |          |              |            |          |             |            |         |            | 1930 |
| 1931                     |            |          |           |              |              |          |          |          |           |            |          |              |            |          |             |            |         |            | 1931 |
| 1932                     |            |          |           |              |              |          |          |          |           |            |          |              |            |          |             |            |         | 1933 gegr. | 1932 |
| 1933                     | CPH 3,2    |          | Rev. 1,3  | SDAP 21,5    | CDU 1,0      |          | VDB 5,1  | KDP 1,0  | RKSP 27,9 |            | ARP 13,4 | LSP 7,0      |            | CHU 9,1  | Platt. 1,0  | HGS 0,9    | SGP 2,5 | Nat.H. 0,8 | 1933 |
| 1934                     |            |          |           |              |              |          |          |          |           |            |          |              |            |          |             |            |         |            | 1934 |
| 1935                     |            |          | aufg.     |              |              |          |          |          |           |            |          |              |            |          |             |            |         | 1941 verb. | 1935 |
| 1936                     |            |          |           |              |              |          |          |          |           |            |          |              |            |          |             |            |         | 1931 gegr. | 1936 |
| 1937                     | CPH 3,3    |          |           | SDAP 22,0    | CDU 2,1      |          | VDB 5,9  |          | RKSP 28,8 |            | ARP 16,4 | LSP 4,0      |            | CHU 7,5  |             |            | SGP 1,9 | NSB 4,2    | 1937 |
| 1938                     |            |          |           |              |              |          |          |          |           |            |          |              |            |          |             |            |         |            | 1938 |
| 1939                     |            |          |           |              |              |          |          | aufg.    |           |            |          |              |            |          |             |            |         |            | 1939 |
| 1940                     | verb.      |          |           | verb.        |              |          |          |          |           |            |          |              |            |          |             |            |         |            | 1940 |
| 1941                     |            |          |           |              | verb.        |          | verb.    |          | verb.     |            | verb.    | verb.        | verb.      | verb.    | verb.       | verb.      | verb.   |            | 1941 |
| 1942                     |            |          |           |              |              |          |          |          |           |            |          |              |            |          |             |            |         |            | 1942 |
| 1943                     |            |          |           |              |              |          |          |          |           |            |          |              |            |          |             |            |         |            | 1943 |
| 1944                     |            |          |           |              |              |          |          |          |           |            |          |              |            |          |             |            |         |            | 1944 |
| 1945                     |            |          |           |              |              |          |          |          |           |            |          |              |            |          |             |            |         | verb.      | 1945 |
| 1946                     | CPN 10,6   |          |           |              | PvdA 28,3    |          |          |          | KVP 30,8  |            | ARP 12,9 | PvdV 6,4     |            | CHU 7,8  |             |            | SGP 2,1 |            | 1946 |
| 1947                     |            |          |           |              |              |          |          |          |           |            |          | P.-> VVD     |            |          |             |            |         |            | 1947 |
| 1948                     | CPN 7,7    |          |           |              | PvdA 25,6    |          |          |          | KVP 31,0  |            | ARP 13,2 | VVD 7,9      | Welt. 1,3  | CHU 9,2  |             | gegr.      | SGP 2,4 |            | 1948 |
| 1949                     |            |          |           |              |              |          |          |          |           |            |          |              |            |          |             |            |         |            | 1949 |
| 1950                     |            |          |           |              |              |          |          |          |           |            |          |              |            |          |             |            |         |            | 1950 |
| 1951                     |            |          |           |              |              |          |          |          |           |            |          |              |            |          |             |            |         |            | 1951 |
| 1952                     | CPN 6,2    |          |           |              | PvdA 29,0    |          |          |          | KVP 28,7  |            | ARP 11,3 | VVD 8,8      | KNP 2,7    | CHU 8,9  |             |            | SGP 2,4 |            | 1952 |
| 1953                     |            |          |           |              |              |          |          |          |           |            |          |              |            |          |             |            |         |            | 1953 |
| 1954                     |            |          |           |              |              |          |          |          |           |            |          |              |            |          |             |            |         |            | 1954 |
| 1955                     |            |          |           |              |              |          |          |          |           |            |          |              | aufg.      |          |             |            |         |            | 1955 |
| 1956                     | CPN 4,8    |          |           |              | PvdA 32,7    |          |          |          | KVP 31,7  |            | ARP 9,9  | VVD 8,7      |            | CHU 8,4  |             |            | SGP 2,3 |            | 1956 |
| 1957                     |            |          | gegr.     |              |              |          |          |          |           |            |          |              |            |          |             |            |         |            | 1957 |
| 1958                     |            |          |           |              |              |          |          |          |           |            |          |              |            |          |             |            |         |            | 1958 |
| 1959                     | CPN 2,4    |          | PSP 1,8   |              | PvdA 30,4    |          |          |          | KVP 31,6  |            | ARP 9,4  | VVD 12,2     |            | CHU 8,1  | BP 0,7      |            | SGP 2,2 |            | 1959 |
| 1960                     |            |          |           |              |              |          |          |          |           |            |          |              |            |          |             |            |         |            | 1960 |
| 1961                     |            |          |           |              |              |          |          |          |           |            |          |              |            |          |             |            |         |            | 1961 |
| 1962                     |            |          |           |              |              |          |          |          |           |            |          |              |            |          |             |            |         |            | 1962 |
| 1963                     | CPN 2,8    |          | PSP 3,0   |              | PvdA 28,0    |          |          |          | KVP 31,9  |            | ARP 8,7  | VVD 10,3     |            | CHU 8,6  | BP 2,1      | GPV 0,7    | SGP 2,3 |            | 1963 |
| 1964                     |            |          |           |              |              |          |          |          |           |            |          |              |            |          |             |            |         |            | 1964 |
| 1965                     |            |          |           |              |              |          |          |          |           |            |          |              |            |          |             |            |         |            | 1965 |
| 1966                     |            |          |           |              |              |          | gegr.    |          |           |            |          |              |            |          |             |            |         |            | 1966 |
| 1967                     | CPN 3,6    |          | PSP 2,9   |              | PvdA 23,5    |          | D66 4,5  |          | KVP 26,5  |            | ARP 9,9  | VVD 10,7     |            | CHU 8,1  | BP 4,8      | GPV 0,9    | SGP 2,0 |            | 1967 |
| 1968                     |            |          |           | gegr.        |              |          |          |          |           |            |          |              |            |          |             |            |         |            | 1968 |
| 1969                     |            |          |           |              |              |          |          |          |           |            |          |              |            |          |             |            |         |            | 1969 |
| 1970                     |            |          |           |              |              |          |          | gegr.    |           |            |          |              | gegr.      |          |             |            |         |            | 1970 |
| 1971                     | CPN 3,9    |          | PSP 1,4   | PPR 1,8      | PvdA 24,6    |          | D66 6,8  | DS70 5,3 | KVP 21,8  |            | ARP 8,6  | VVD 10,3     | NMP 1,5    | CHU 6,3  | BP 1,1      | GPV 1,6    | SGP 2,3 |            | 1971 |
| 1972                     | CPN 4,5    |          | PSP 1,5   | PPR 4,8      | PvdA 27,3    |          | D66 4,2  | DS70 4,1 | KVP 17,7  |            | ARP 8,8  | VVD 14,4     |            | CHU 4,8  | BP 1,9      | GPV 1,8    | SGP 2,2 |            | 1972 |
| 1973                     |            |          |           |              |              |          |          |          |           |            |          |              |            |          |             |            |         |            | 1973 |
| 1974                     |            |          |           |              |              |          |          |          |           |            |          |              | 2002 aufg. |          |             |            |         |            | 1974 |
| 1975                     |            |          |           |              |              |          |          |          |           |            |          |              |            |          |             |            |         |            | 1975 |
| 1976                     |            |          |           |              |              |          |          |          |           |            |          |              |            |          |             |            |         |            | 1976 |
| 1977                     | CPN 1,7    |          | PSP 0,9   | PPR 1,7      | PvdA 33,8    |          | D66 5,4  | DS70 0,7 | (CDA)     | (CDA) 31,9 | (CDA)    | VVD 18,0     |            | (CDA)    | BP 0,8      | GPV 0,9    | SGP 2,1 |            | 1977 |
| 1978                     |            |          |           |              |              |          |          |          |           |            |          |              |            |          | 2009 aufg.  |            |         |            | 1978 |
| 1979                     |            |          |           |              |              |          |          |          |           |            |          |              |            |          | 1975 gegr.  |            |         |            | 1979 |
| 1980                     |            |          |           |              |              |          |          |          | aufg.     |            | aufg.    |              |            | aufg.    |             |            |         | gegr.      | 1980 |
| 1981                     | CPN 2,1    |          | PSP 2,1   | PPR 2,0      | PvdA 28,3    | gegr.    | D66 11,1 |          |           | CDA 30,8   |          | VVD 17,3     |            |          | RPF 1,2     | GPV 0,8    | SGP 2,0 |            | 1981 |
| 1982                     | CPN 1,8    |          | PSP 2,3   | PPR 1,7      | PvdA 30,4    | EVP 0,7  | D66 4,3  |          |           | CDA 29,4   |          | VVD 23,1     |            |          | RPF 1,5     | GPV 0,8    | SGP 1,9 | CP 0,8     | 1982 |
| 1983                     |            |          |           |              |              |          |          | aufg.    |           |            |          |              |            |          |             |            |         |            | 1983 |
| 1984                     |            |          |           |              |              |          |          |          |           |            |          |              |            |          |             |            |         | 1986 aufg. | 1984 |
| 1985                     |            |          |           |              |              |          |          |          |           |            |          |              |            |          |             |            |         | 1984 gegr. | 1985 |
| 1986                     |            |          | PSP 1,2   | PPR 1,3      | PvdA 33,3    |          | D66 6,1  |          |           | CDA 34,6   |          | VVD 17,4     |            |          | RPF 0,9     | GPV 1,0    | SGP 1,7 |            | 1986 |
| 1987                     |            |          |           | 1991 aufg.   |              |          |          |          |           |            |          |              |            |          |             |            |         |            | 1987 |
| 1988                     |            |          |           |              |              |          |          |          |           |            |          |              |            |          |             |            |         |            | 1988 |
| 1989                     | (GL)       |          | (GL)      | (GL) 4,1     | PvdA 31,9    | (GL)     | D66 7,9  |          |           | CDA 35,3   |          | VVD 14,6     |            |          | RPF 1,0     | GPV 1,2    | SGP 1,9 | CD 0,9     | 1989 |
| 1990                     |            |          |           |              |              |          |          |          |           |            |          |              |            |          |             |            |         |            | 1990 |
| 1991                     | aufg.      |          | aufg.     |              |              | aufg.    |          |          |           |            |          |              |            |          |             |            |         |            | 1991 |
| 1992                     |            |          |           |              |              |          |          |          |           |            |          |              |            | gegr.    |             |            |         |            | 1992 |
| 1993                     | 1971 gegr. |          |           |              |              |          |          |          |           |            |          |              | gegr.      |          |             |            |         |            | 1993 |
| 1994                     | SP 1,3     |          |           | GL 3,5       | PvdA 24,0    |          | D66 15,5 |          |           | CDA 22,2   |          | VVD 20,0     | AOV 3,6    | U55+ 0,9 | RPF 1,8     | GPV 1,3    | SGP 1,7 | CD 2,5     | 1994 |
| 1995                     |            |          |           |              |              |          |          |          |           |            |          |              |            |          |             |            |         |            | 1995 |
| 1996                     |            |          |           |              |              |          |          |          |           |            |          |              |            |          |             |            |         |            | 1996 |
| 1997                     |            |          |           |              |              |          |          |          |           |            |          |              |            |          |             |            |         |            | 1997 |
| 1998                     | SP 3,5     |          |           | GL 7,3       | PvdA 29,0    |          | D66 9,0  |          |           | CDA 18,4   |          | VVD 24,7     | aufg.      | aufg.    | RPF 2,0     | GPV 1,3    | SGP 1,8 |            | 1998 |
| 1999                     |            |          |           |              |              |          |          |          |           |            |          |              | gegr.      |          |             |            |         |            | 1999 |
| 2000                     |            |          |           |              |              |          |          |          |           |            |          |              |            |          |             |            |         |            | 2000 |
| 2001                     |            |          |           |              |              |          |          |          |           |            |          |              |            |          | aufg.       | aufg.      |         |            | 2001 |
| 2002                     | SP 5,9     |          | gegr.     | GL 7,0       | PvdA 15,1    |          | D66 5,1  |          |           | CDA 27,9   |          | VVD 15,4     | LN 1,6     |          | CU 2,5      | LPF 17,0   | SGP 1,7 | aufg.      | 2002 |
| 2003                     | SP 6,3     |          |           | GL 5,1       | PvdA 27,3    |          | D66 4,1  |          |           | CDA 28,6   |          | VVD 17,9     |            |          | CU 2,1      | LPF 5,7    | SGP 1,6 |            | 2003 |
| 2004                     |            |          |           |              |              |          |          |          |           |            |          |              |            |          |             | 2008 aufg. |         |            | 2004 |
| 2005                     |            |          |           |              |              |          |          |          |           |            |          |              |            |          |             |            |         |            | 2005 |
| 2006                     | SP 16,6    |          | PvdD 1,8  | GL 4,6       | PvdA 21,2    |          | D66 2,0  |          |           | CDA 26,5   |          | VVD 14,7     |            |          | CU 4,0      | PVV 5,9    | SGP 1,6 |            | 2006 |
| 2007                     |            |          |           |              |              |          |          |          |           |            |          |              | aufg.      |          |             |            |         |            | 2007 |
| 2008                     |            |          |           |              |              |          |          |          |           |            |          |              |            |          |             |            |         |            | 2008 |
| 2009                     |            |          |           |              |              |          |          |          |           |            |          |              | gegr.      |          |             |            |         |            | 2009 |
| 2010                     | SP 9,8     |          | PvdD 1,3  | GL 6,7       | PvdA 19,6    |          | D66 6,9  |          |           | CDA 13,6   |          | VVD 20,5     |            |          | CU 3,2      | PVV 15,4   | SGP 1,7 |            | 2010 |
| 2011                     |            |          |           |              |              |          |          |          |           |            |          |              |            |          |             |            |         |            | 2011 |
| 2012                     | SP 9,7     |          | PvdD 1,9  | GL 2,3       | PvdA 24,8    |          | D66 8,0  |          |           | CDA 8,5    |          | VVD 26,6     | 50P. 1,9   |          | CU 3,1      | PVV 10,1   | SGP 2,1 |            | 2012 |
| 2013                     |            |          |           |              |              |          |          |          |           |            |          |              |            |          |             |            |         |            | 2013 |
| 2014                     |            |          |           |              |              |          |          |          |           |            |          |              |            |          |             |            |         |            | 2014 |
| 2015                     |            |          |           |              |              | gegr.    |          |          |           |            |          |              |            |          |             |            |         |            | 2015 |
| 2016                     |            | gegr.    |           |              |              |          |          |          |           |            |          |              |            |          |             |            |         | gegr.      | 2016 |
| 2017                     | SP 9,2     |          | PvdD 3,2  | GL 8,9       | PvdA 5,7     | DENK 2,0 | D66 12,0 |          |           | CDA 12,5   |          | VVD 21,3     | 50P. 3,1   |          | CU 3,4      | PVV 13,1   | SGP 2,1 | FvD 1,8    | 2017 |
| 2018                     |            |          |           |              |              |          |          | gegr.    |           |            |          |              |            |          |             |            |         |            | 2018 |
| 2019                     |            |          |           |              |              |          |          |          |           |            | gegr.    |              |            |          |             |            |         |            | 2019 |
| 2020                     |            |          |           |              |              |          |          |          |           |            |          |              |            | gegr.    |             |            |         |            | 2020 |
| 2021                     | SP 9,2     | BIJ1 0,8 | PvdD 3,8  | GL 5,1       | PvdA 5,7     | DENK 2,0 | D66 15,0 | Volt 2,4 |           | CDA 9,5    | BBB 1,0  | VVD 21,8     | 50P. 1,1   | JA21 2,3 | CU 3,3      | PVV 10,8   | SGP 2,0 | FvD 5,0    | 2021 |
| 2022                     |            |          |           |              |              |          |          |          |           |            |          |              |            |          |             |            |         |            | 2022 |
| 2023                     | SP 3,1     | BIJ1 0,4 | PvdD 2,2  | GL-PvdA 15,5 | GL-PvdA 15,5 | DENK 2,3 | D66 6,2  | Volt 1,7 | NSC 12,8  | CDA 3,3    | BBB 4,7  | VVD 15,2     | 50P. 0,5   | JA21 0,7 | CU 2,0      | PVV 23,6   | SGP 2,1 | FvD 2,2    | 2023 |